# Ancienne route du thé
Pour les articles homonymes, voir Route du Thé.

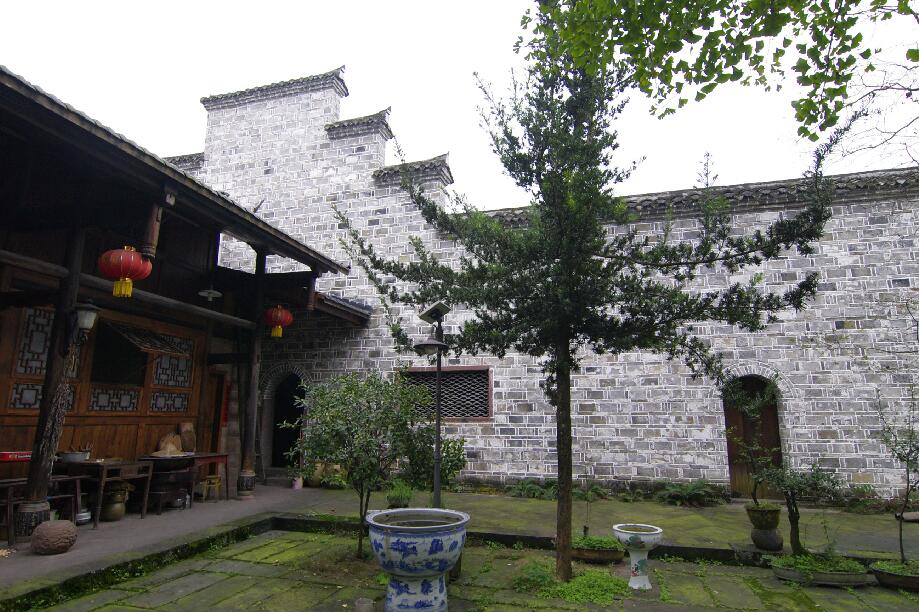
Entrepôt de thé de la route au Xian de Tianquan

La route du thé et des chevaux ou l'ancienne route du thé et des chevaux (en chinois : 茶马古道 ; pinyin : chá mǎ gǔdào), est un réseau de sentiers muletiers serpentant en zone montagneuse à partir du Sichuan et du Yunnan en Chine, pour gagner respectivement vers l'ouest et le nord-ouest le Tibet central et vers le sud-ouest la Birmanie. Des caravanes de chevaux, mulets, yaks et porteurs humains transportaient sur 2 400 à 2 600 km, des briques ou des galettes de thé, pour les troquer au Tibet contre des fourrures, vêtements de laine, musc et matières médicinales. La référence aux chevaux, vient du fait qu'entre le XIe siècle et le XVIIIe siècle, l'administration chinoise imposa aux populations périphériques du nord-ouest un système de troc étatique de thé contre des chevaux de guerre, nécessaires à la cavalerie impériale. Ce système commercial fonctionna tant bien que mal suivant les époques mais sans emprunter forcément les sentiers muletiers dits chama gudao. C'est d'ailleurs pourquoi ce réseau muletier est aussi appelé xinan sichou zhilu (西南丝绸之路, xīnán sīchóuzhīlù, « route de la soie du sud-ouest », car des soieries y étaient parfois échangées contre les chevaux.
Les échanges commerciaux entre les grands centres dynamiques de la culture chinoise et les peuples tibétains, divisés mais à l'identité culturelle bien marquée, n'ont cessé de se développer et de se diversifier au cours du dernier millénaire grâce à ces pistes caravanières. Les petits sentiers muletiers du début sont devenus au fil du développement des pistes caravanières de plus en plus larges, pour devenir à la fin du XXe siècle de grandes routes nationales carrossables, reliant toujours deux entités jusqu'alors inégalement développées mais finalement politiquement intégrées à la Chine, après des siècles de vassalisation plus ou moins variable, principalement par les Mongols et les Mandchous, depuis la dynastie Yuan (1234/1279 – 1368).

## Histoire

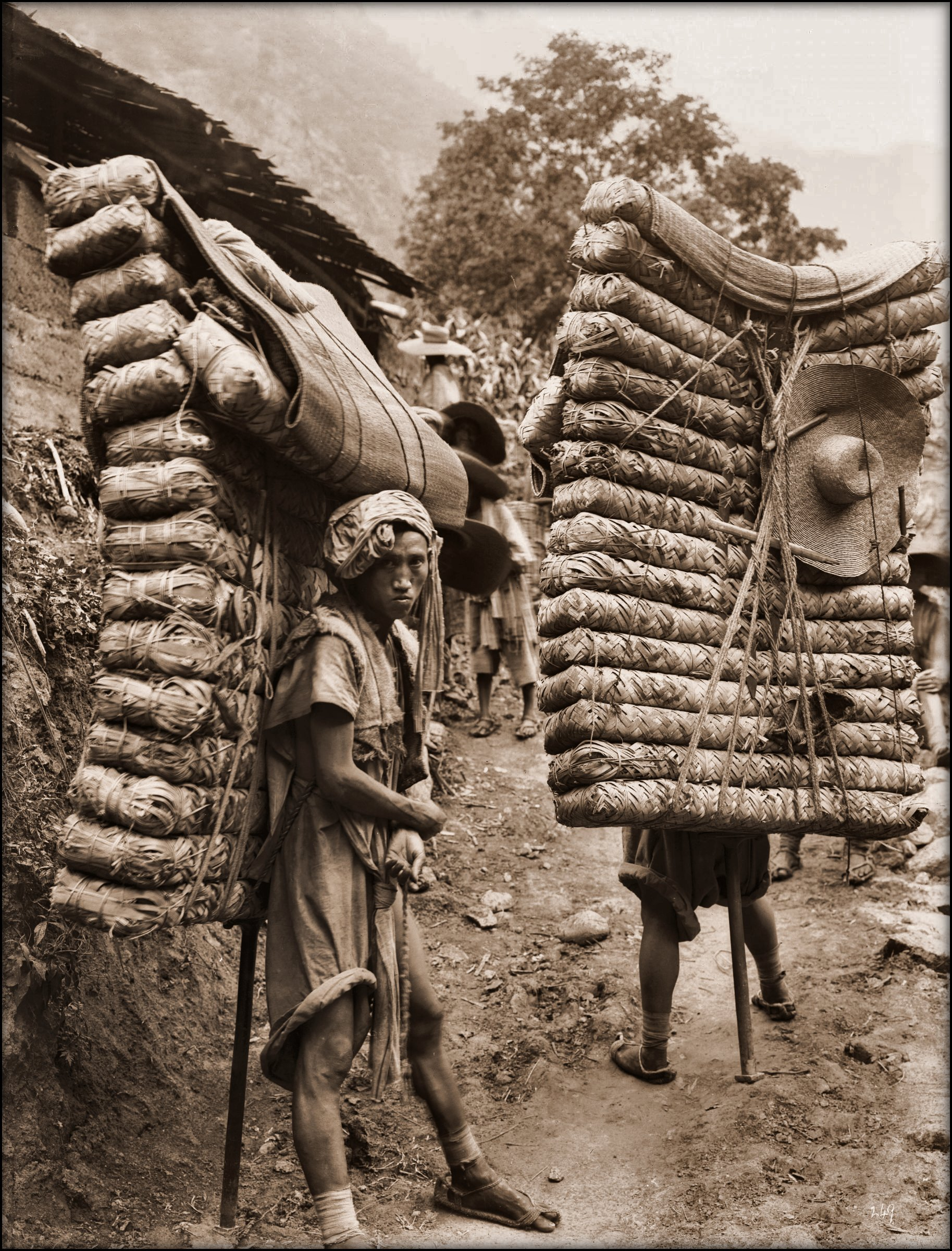
Porteurs sur la route du thé du Sichuan au Tibet. La charge était en général entre 60 et 80 kg.

L'usage des feuilles de théier pour fabriquer une boisson vient des montagnards du sud-ouest de l'actuelle Chine, dans la région où croît spontanément le théier Camellia sinensis. La culture de cet arbuste aurait commencé dans le pays de Shu (dans l'actuel Sichuan, avant la conquête chinoise). En Chine même, la première culture remonterait au règne de l'empereur Xuan de la dynastie Han (-91, -49) quand maître Wu Lizhen a planté sept pieds de théier à Mengdingshan dans le Sichuan.
D'abord recherché pour ses vertus thérapeutiques, le thé devient à l'époque des Tang (618, 907), un breuvage plus apprécié pour le plaisir qu'il procurait que comme potion médicinale.

### Origine de la piste muletière auVIIesiècle

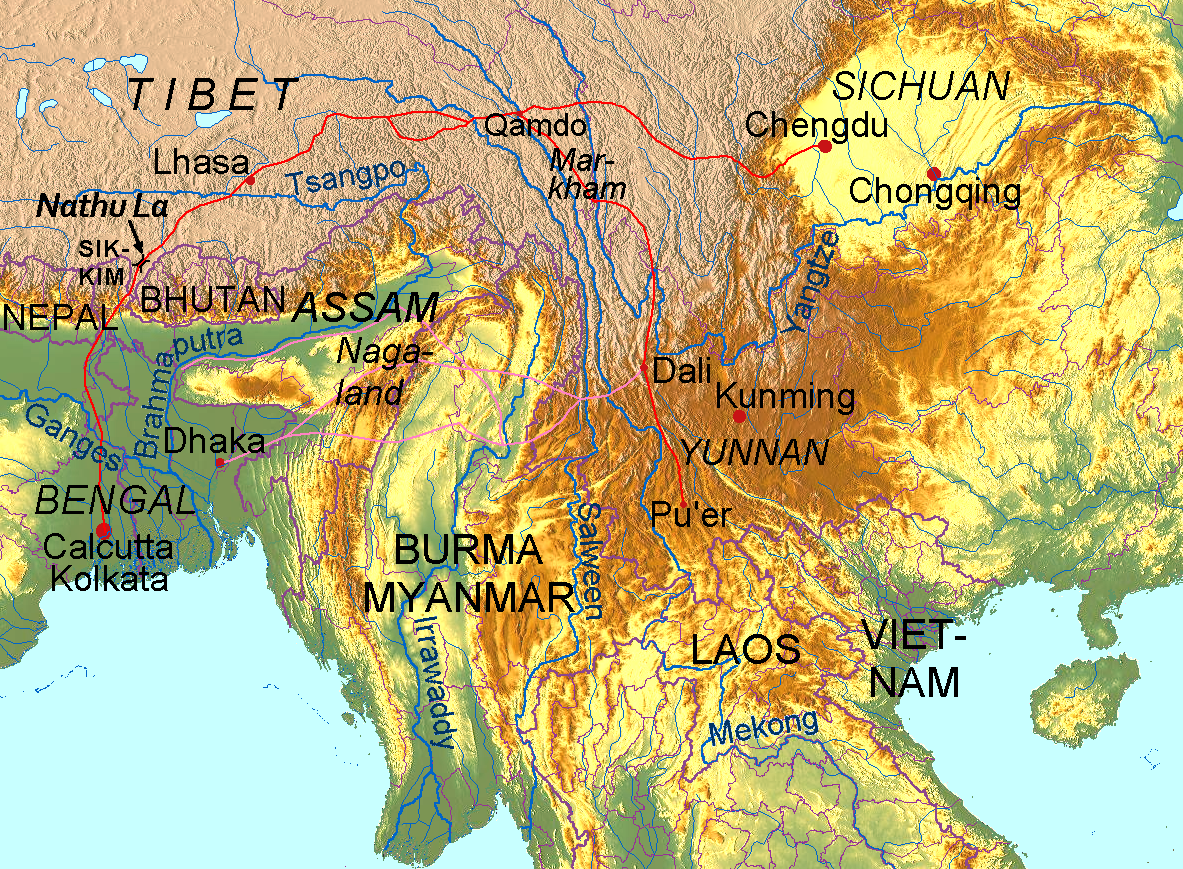
Les deux voies principales de la route du thé et des chevaux :
1. voie est-ouest Chengdu (Sichuan) - Lhassa
2. voie Pu'er (Yunnan), Qamdo (Chamdo), Lhassa

À cette époque des Tang, un grand empire rival apparaît à l'ouest de la Chine. À plusieurs reprises au cours du VIIe siècle, l'empire tibétain Tubo (629 – 877) affronte les Tang pour le contrôle de plusieurs régions limitrophes. Le roi Songtsen Gampo (609 — 650) pour consolider ses alliances politiques, aurait obtenu deux épouses bouddhistes, la princesse népalaise Bhrikuti et la princesse chinoise Wencheng (en 641). Pour le Tibet, le VIIe siècle fut une époque de grande ouverture sur les civilisations extérieures puisqu'il découvre le bouddhisme sous l'influence des princesses, reçoit l'écriture de l'Inde et prend connaissance des procédés de fabrication du papier, de l'encre et de la poterie en usage en Chine. Pendant des siècles, le Tibet recevra des influences culturelles de ses deux grands pays voisins.
La voie de communication commerciale longtemps la plus importante entre le Tibet et la Chine était dirigée est-ouest : elle partait de Ya'an 雅安 au Sichuan (au sud de Chengdu), passait par Chamdo sur les hauteurs du Tibet avant de se diriger vers Lhassa. Une seconde piste partant du Yunnan plus au sud et qui se développera bien plus tardivement, était d'abord dirigée sud-nord jusqu'à Chamdo sur la première piste puis obliquait sur Lhassa.
Les caravanes qui empruntaient ces pistes emmenaient du thé au Tibet. Elles partaient de régions productrices de thé situées dans la zone frontalière de l'aire culturelle tibétaine (constituée par le Kham). Bien que chinoises car les Tibétains n'ont jamais cultivé le thé, ces régions ont toutefois été contrôlées par l'empire tibétain à certaines époques.
Ya'an a longtemps été une ville frontière de l'Empire chinois et a connu à ce titre un sort changeant au cours des siècles. D'abord garnison chinoise sous les Han, elle fut fréquemment contrôlée par les armées tibétaines de l'empire Tubo ou par les armées du royaume de Nanzhao. Elle  redevint chinoise sous la dynastie Song en 1070.

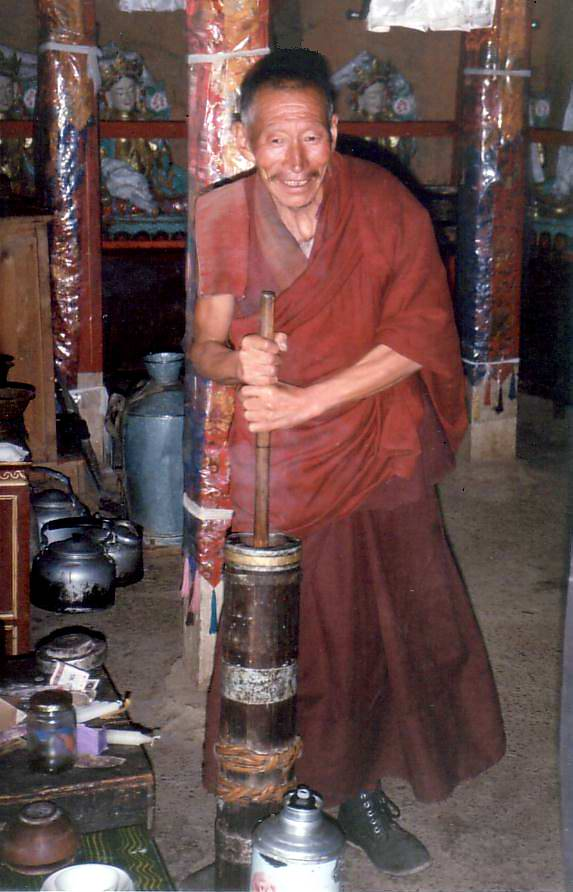
Fabrication du thé au beurre de dri par un moine

La région du nord-est de l'actuel Yunnan fut aussi contrôlée par le royaume Tubo,,. Avant l'invasion mongole du XIIIe siècle, la région autour de Dali, de langue tibéto-birmane, était plus liée à l'Asie du Sud-Est, à l'Inde et au Tibet qu'à l'Empire chinois[réf. nécessaire]. Durant la domination tibétaine sur le Yunnan[Quand ?], une voie de communication militaire fut ouverte entre ces régions et le royaume du Tibet[citation nécessaire]. Elle partait de Simao (l'actuelle Pu'er) et montait en direction du nord vers Dali, Lijiang et le Tibet. Elle deviendra plus tard une grande voie d'échange d'un vaste réseau caravanier, comprenant aussi la voie partant de Ya'an. Ces pistes caravanières seront connues sous le nom tibétain de drelam (piste muletière) ou de gyalam (grande piste) ou sous les noms chinois de 茶马道 / 茶馬道, chámǎ dào, « Route du thé et des chevaux » ou de 西南丝绸之路, xīnán sīchóu zhī lù, « Route de la soie du sud-ouest ».
L'essor de ces deux pistes à des moments différents tient au fait que l'histoire de la culture du thé dans les zones de départ des caravanes soit différente. Jusqu'au XIIIe siècle, la culture du thé a été surtout limitée  au Sichuan, Hunan, Hubei et dans le cours inférieur du Yangzi. Au Yunnan, la culture du thé était moins développée bien qu'il y ait eu des théiers sauvages qui poussaient dans la montagne. La première mention du thé comme boisson date des Tang (618-907). Le Manshu 蛮书 / 蠻書, mánshū (Livre des Barbares du sud, publié en 862) indique : « Les théiers poussent dans les montagnes aux alentours de Yinsheng [dans l'actuel Xishuangbanna]. Leurs feuilles sont cueillies et traitées de manière aléatoire. Les barbares Mengshe 蒙舍 [ancêtre du peuple Bai] font bouillir les feuilles de thé avec différents épices, du gingembre et de l'olivier odorant».
Au Tibet, le thé était au début un produit de luxe, consommé seulement par les lamas bouddhistes et les aristocrates, avant de devenir une boisson de plus en plus populaire entre le Xe et le XIIIe siècle. Le thé tibétain po cha est une infusion additionnée de beurre de dri (la femelle du yak). Alexandra David-Néel qui circulait dans les années 1920 dans la région, décrit ainsi sa fabrication : « Le thé qui s'achète en briques compressées, est cassé en menus morceaux et bouilli longuement. Ensuite il est versé dans une baratte. On y jette alors du sel, un peu de soude et une plus ou moins grande quantité de beurre, suivant les moyens de chacun. Le mélange est fortement baratté, puis passé dans un tamis afin d'en enlever les feuilles qui y restaient ». Le résultat est  un genre de soupe roborative très précieuse pour résister aux conditions climatiques rigoureuses des hauts plateaux. Cette boisson stimulante et calorique s'est rendue indispensable à ces montagnards qui ont pris l'habitude d'en consommer de très grandes quantités tous les jours.

### L'échangethé contre chevauxà partir duXIesiècle

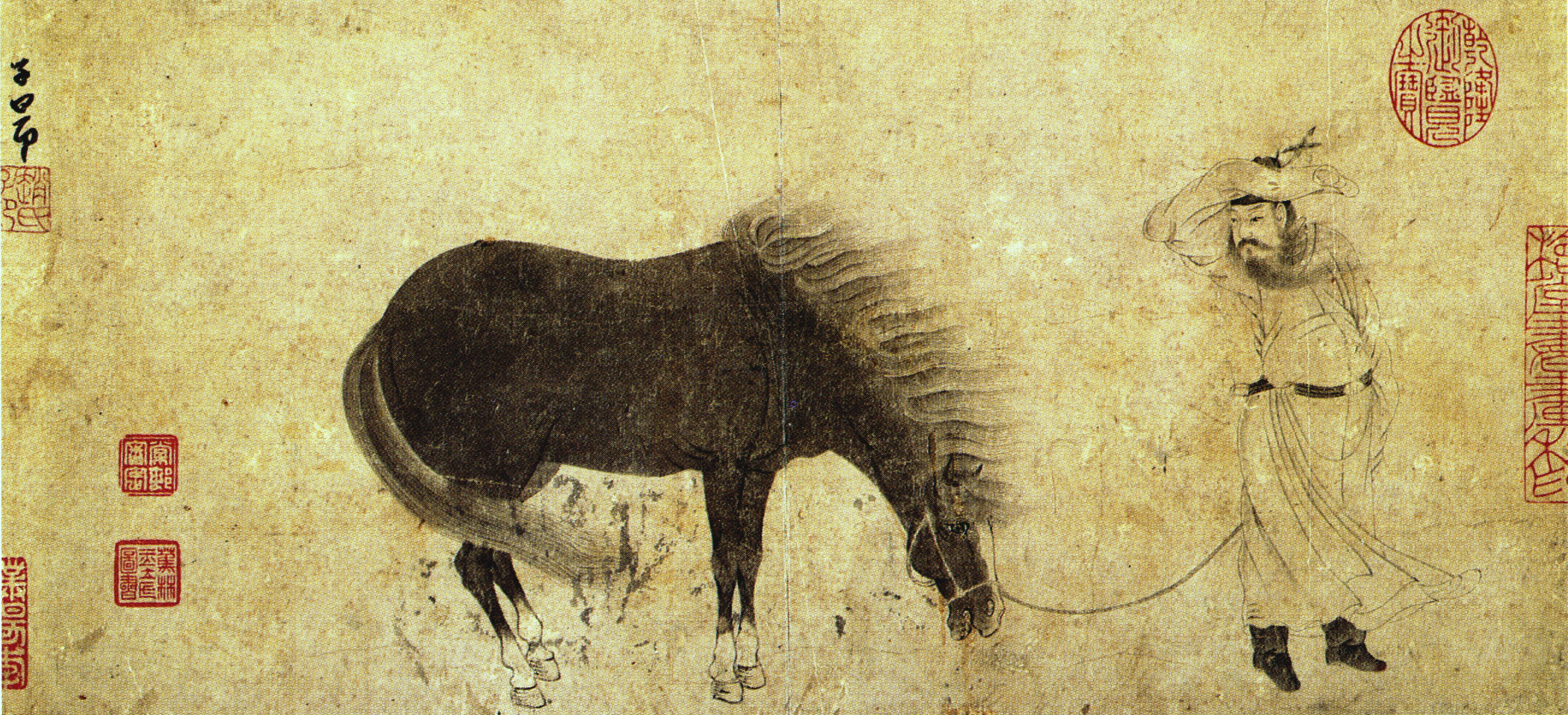
À l'unisson (Zhao Mengfu 1254-1322)

Sous la dynastie Song (960, 1279), le monopole d'État sur le thé du Sichuan devint une source importante de revenu pour l'achat de chevaux aux Tibétains. Les Chinois élevaient des chevaux mais reconnaissaient la supériorité des chevaux venant des hauts plateaux du Qinghai. Plus forts, plus robustes, plus vaillants, les chevaux des nomades étaient appréciés dans la cavalerie impériale.
Un organisme d'état fut créé en 1074, l'« Agence du thé et des chevaux », le cha ma si 茶马司, pour contrôler ce commerce. Il encourageait les marchands "barbares" à échanger leurs chevaux contre du thé. La période des transactions étaient courte afin de mieux la contrôler. La moitié de la production de thé du Sichuan (elle-même évaluée à 15 000 tonnes)  put être vendue au Tibet. Par contre, on ne connaît pas de sources historiques mentionnant le thé au Yunnan à cette époque.
Le système fonctionna un temps mais quand le monopole étatique sur le thé déclina, les marchands privés exportèrent de grande quantité de thé si bien que la demande de thé des barbares diminua et leur attrait pour la transaction "thé contre chevaux" s'amenuisa en conséquence.

### L'arrivée des commerçants musulmans avec les Mongols

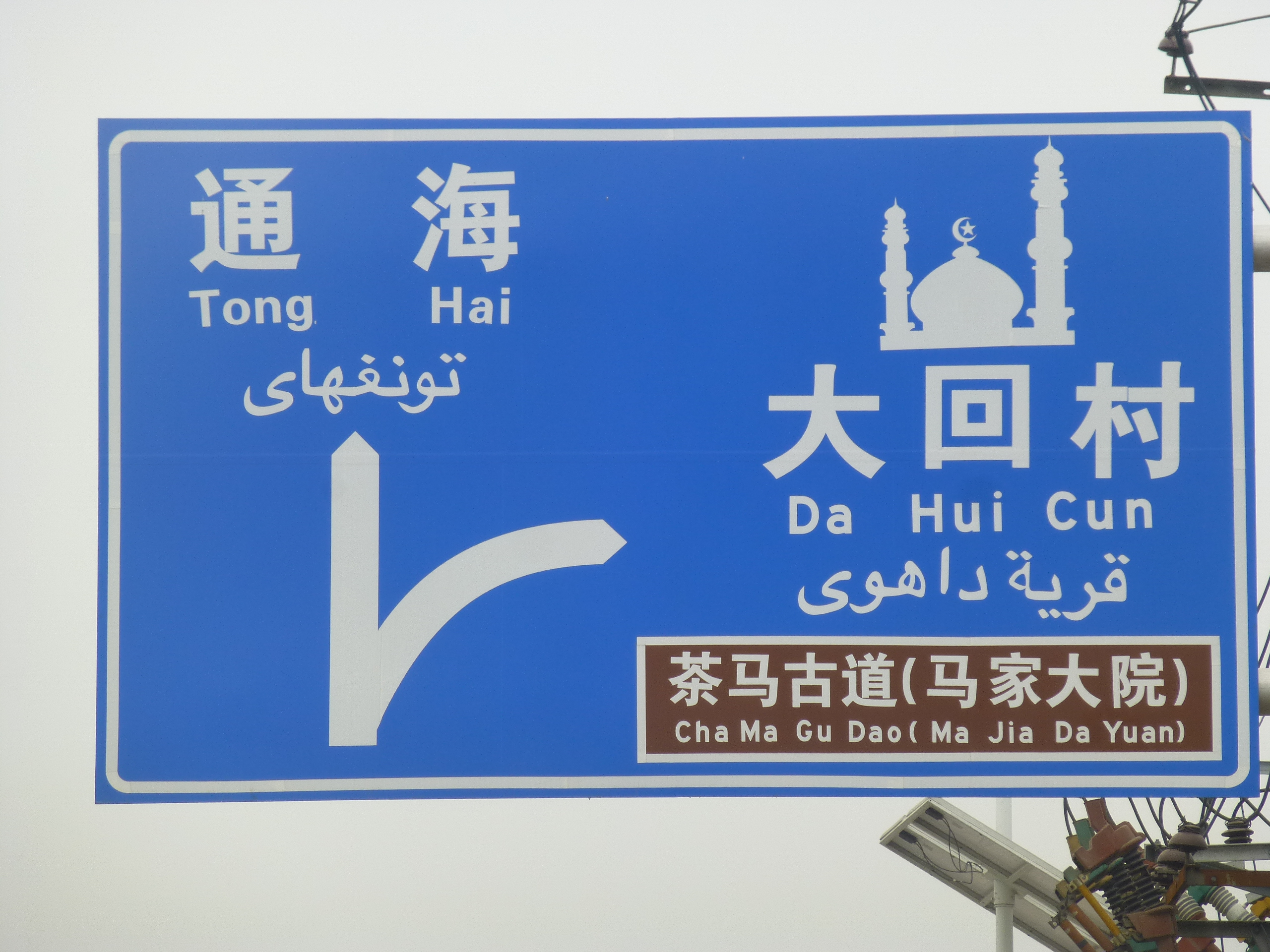
Panneau de circulation indiquant (en marron) la proximité de la route du thé et des chevaux, dans le xian de Tonghai, et l'actuelle mosquée de Dahui, au Yunnan

L'entrée en scène des Mongols au XIIIe siècle va complètement bouleverser la carte de l'Eurasie. Pékin est prise en 1215, le Royaume de Dali tombe en 1253 et un an plus tard tout le Yunnan est soumis. En 1274, un musulman de Boukhara, Sayyid Ajjal, est nommé gouverneur du Yunnan. Son arrivée est suivie par des marchands et artisans musulmans. La dynastie Yuan des Mongols désormais, domine un immense empire couvrant toute l'Asie Orientale, Chine (des Song), Sichuan, Yunnan et Tibet compris.
La communauté musulmane Hui, descendant de populations Mongole, Turque et d'autres ethnies d'Asie Centrale, arrivées avec les armées de Kubilai Khan, va s'imposer comme le groupe marchand le plus dynamique du Yunnan. Ils s'implantent dans les grands centres commerciaux autour de Weishan, Dali, Tengchong et Lijiang et les dominent rapidement. Les caravanes muletières musulmanes, Huihui mabang 回回马帮, vont dominer le commerce entre le Yunnan et la Birmanie (et au-delà l'Inde). Les denrées échangées étaient très variées : tissus, thé, sel, peaux, os d'animaux (utilisés en médecine traditionnelle), argent etc. Les Hui empruntèrent aussi l'ancienne piste vers le Tibet jusqu'à Zhongdian et Deqin où les marchandises étaient troquées à des commerçants tibétains qui les transportaient ensuite par les cols élevés jusqu'à Lhassa. Des caravanes tibétaines descendaient tous les ans vers le sud, jusqu'à Simao, pour se procurer du thé. Celui-ci de qualité inférieure (à celui venant du Sichuan) était connu sous le nom de guzong, nom que les Bai donnaient aux Tibétains de Zhongdian.

### Apogée et déclin du commerce publicthé contre chevauxsous les Ming
À la suite de la pénétration les armées mongoles au Tibet, les empereurs Yuan avaient manifesté un vif attrait pour le bouddhisme tibétain[source insuffisante] et favorisé l'église lamaïque. Après la chute des Mongols, le Tibet retrouva une certaine autonomie mais les empereurs Ming gardèrent des relations de nature religieuse avec les lamas tibétains. La relation chö-yon (tibétain : མཆོད་ཡོན, Wylie : mchod-yon) était une entente politico-religieuse entre un maître spirituel et un bienfaiteur laïc, mise en place du temps de l'occupation Mongole du Tibet et qui se poursuivit de manière moins forte sous les Ming puis les Qing.

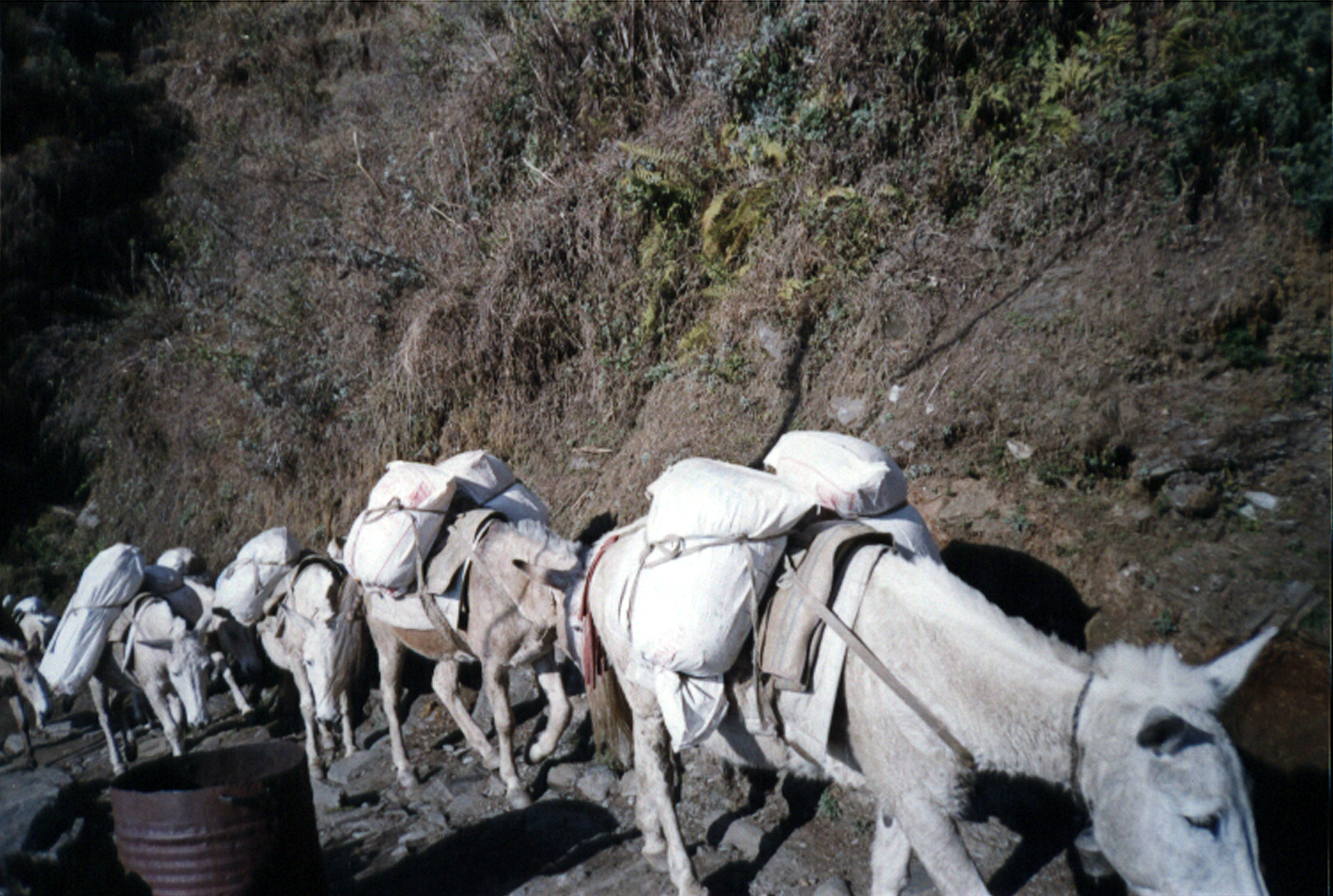
Caravane mabang 马帮 (2007)

Les empereurs de la dynastie Ming (1369-1644) reprirent la politique des Song consistant à chercher à utiliser le monopole étatique sur le thé pour se procurer des chevaux mais aussi pour accroître leur emprise sur des populations barbares turbulentes. Pour assurer sa sécurité, le pouvoir chinois avait besoin de chevaux de guerre et seul le commerce du « thé contre chevaux » pouvait, pensait-il, répondre à ses besoins.
L'empereur Hongwu (fin du XIVe siècle) monopolisa le commerce du thé : une taxe de 10 % en nature sur le thé fut appliquée, en garantissant par ailleurs l'achat public du reste de la production (hormis une part laissée pour la consommation personnelle du producteur). Une « Agence des taxes du thé » (cha ke si 茶课司) fut créée pour lever la taxe sur le thé. Elle était localisée principalement dans le Sichuan. Les contrebandiers et les producteurs de thé qui essayaient de se soustraire à la taxe étaient très sévèrement punis. Une fois collecté, le thé était transporté par les soldats à une Agence du thé et des chevaux (cha ma si) où le troc « thé contre chevaux » était effectué à un taux fixé par l'administration. Ces agences, qui se trouvaient dans le Shaanxi et le Sichuan, opéraient les transactions avec les barbares des régions avoisinantes respectives. Et comme les éleveurs de chevaux se trouvaient principalement près du Shaanxi, toutes les agences du Sichuan sauf une, furent fermées avant 1400. Les transactions s'opéraient avec les nomades tibétains de l'Amdo (autour du lac Kokonor), avec les Mongols Oïrats, les Ouighours  et les musulmans du Tourfan. Le thé dut donc être transporté par l'armée du Sichuan au Shaanxi par d'autres voies que la piste muletière Sichuan-Lhassa (dénommée ultérieurement « Route du thé et des chevaux »). L'« ancienne route Tang-Bo » (唐蕃古道 tangbo gudao) désigne les pistes partant du Shaanxi (Xi'an) vers l'Amdo (Qinghai), le Tibet, le Népal et l'Inde.
En raison de la place considérable qu'avait prise le thé dans la vie des Tibétains, le pouvoir chinois disposait avec son monopole sur le thé, d'un moyen de pression politique puissant sur les dirigeants et lamas tibétains. Et malgré le prix très bas imposé pour des chevaux, il put se procurer, par exemple au cours de l'année 1392, plus de 10 000 chevaux.
Plus tard, l'empereur Yongle, moins intransigeant vis-à-vis des populations du nord-ouest, assouplit le monopole du thé, ce qui permit aux éleveurs d'obtenir un bien meilleur prix pour leurs chevaux.
Le déclin du commerce thé contre chevaux commença après les attaques menées par les Mongols Oïrats (en 1449). Furieux de ne pas obtenir un prix correct pour leurs chevaux, les Oïrats désorganisèrent complètement  par des raids, le système de perception des taxes sur le thé. Il s'ensuivit une explosion de la contrebande du thé. Malgré les nombreuses mesures prises par l'empereur Chenghua, la fraude persista. Le développement du commerce privé du thé ayant réussi à pourvoir les besoins en thé des peuples périphériques, le gouvernement chinois n'arrivait plus à se procurer auprès d'eux les chevaux de guerre.
Un haut fonctionnaire, Yang Yiqing, fit en 1505, une tentative de réforme en profondeur du commerce « thé contre chevaux ». Mais les commerçants, qui avaient tiré grandement profit des ventes privées, avaient du mal à accepter de revenir au contrôle étatique. Le gouvernement ne réussit au mieux qu'à d'obtenir 5 000 chevaux par an, à comparer aux 14 000 chevaux par an, obtenus cent ans plus tôt. Les troubles aux frontières et les famines obligèrent les empereurs à s’accommoder du commerce privé des marchands. Tous les efforts déployés furent vains. L'Histoire des Ming (Ming shi 明史) indique qu'à la fin des Ming « la loi sur le thé, l'administration des chevaux et la défense aux frontières étaient complètement en ruine ».
La politique de taxation du thé qui avait été appliquée avec succès au Sichuan ne put l'être à cette époque, dans la région productrice de thé du Yunnan, car la région des Six Montagnes à Thé, dans l'actuel Xishuangbanna, était administrée par un système de chefferie autochtone (Tusi). Mais comme nous avons vu précédemment, la région de Lijiang était en communication par des pistes muletières avec le Tibet. La grande plaque tournante de ce commerce était Zhongdian (Gyalthang en tibétain). Le thé était consommé dans les régions de population Naxi et tibétaine mais l'importance du commerce du thé entre le Yunnan et le Tibet n'est pas bien connue.

### Un commerce du thé et du sel florissant à l'époque Qing (1644, 1911)

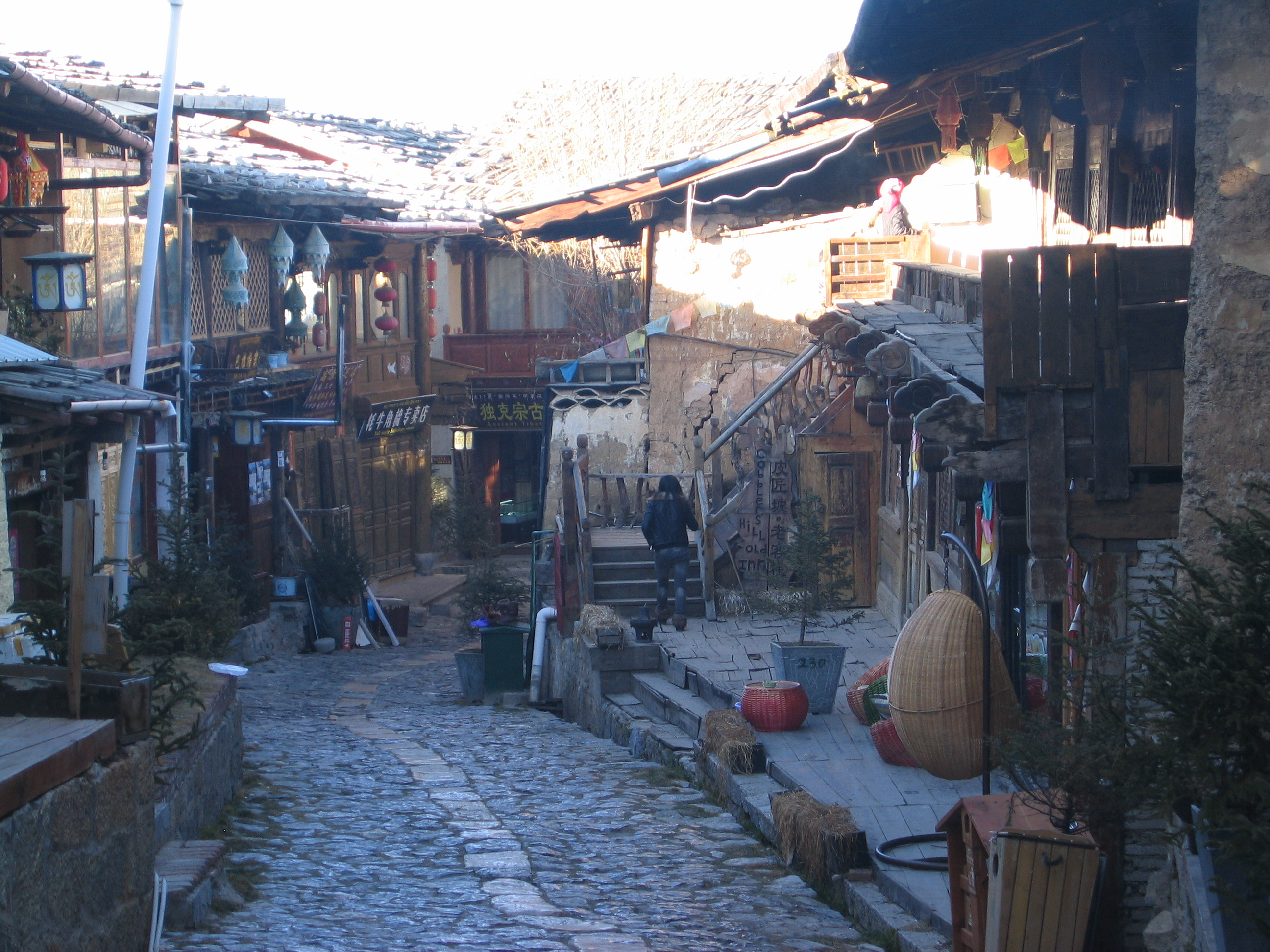
Zhongdian, ville tibétaine jadis nommée Gyalthang, sur la piste remontant de Simao vers Markham

Avec l'arrivée des Mandchous au pouvoir, l'achat des chevaux de guerre diminua et finit par être arrêté en 1735. Conjointement les restrictions administratives sur le commerce du thé furent levées et le commerce privé entre le Yunnan-Sichuan et le Tibet s'en trouva très stimulé. Pour répondre à une demande accrue, la production de thé se développa en conséquence. Les efforts de l'administration chinoise du Sichuan portèrent essentiellement sur le commerce du thé et du sel, les deux principales sources de revenu.
En 1661, à la demande du cinquième dalaï-lama à la cour mandchoue Qing, un grand marché de thé et chevaux à Beisheng (actuel Yongsheng) est ouvert  au Yunnan. À partir de cette époque, le commerce du thé entre le Yunnan et le Tibet commença à prendre plus d'ampleur.
Après les premiers succès militaires des Mandchous en Mongolie orientale, la dynastie Qing chercha à consolider son pouvoir en contrôlant les populations de culture non-han des régions périphériques de l'ouest et du sud-ouest.
À l'époque une grande partie du Yunnan était administrée par un système de chefferie indigène tusi 土司 qui devait fournir des troupes, maintenir l'ordre et payer tribut à l'empereur. Cette administration déléguée aux représentants traditionnels prit fin avec l'empereur Yongzheng qui préféra une politique de colonisation agressive (Giersch, 2006). Il envoya la troupe pour détruire la supervision indigène. Le contrôle des ressources locales comme le thé, le sel et les mines put se faire aussi grâce à  l'augmentation de l'immigration han venue du Sichuan, du Hubei ou d'autres régions de Chine. Ces émigrés s'engagèrent pour la plupart dans le commerce du thé et du sel à Weiyuan (Jinggu) et Simao. Certains pratiquèrent la culture du thé et introduisirent les techniques plus élaborées de fabrication du thé des régions chinoises.
La dynastie Qing étendit aussi l'emprise du Céleste Empire sur les régions périphériques du nord-ouest. D'abord, Kangxi envoie en 1 720 deux armées à Lhassa pour chasser les Dzoungars qui s'étaient emparés de la ville. Il met en place le 7e dalaï-lama qui reconnaît à la Chine le statut de pouvoir protecteur. L'Amdo est séparé ensuite du Tibet Central et devient la province chinoise du Qinghai en 1724 puis le Kham oriental est incorporé dans les provinces chinoises limitrophes en 1728. En 1727, un commissaire (ou amban) est envoyé à Lhassa et une forme de protectorat est exercée sur le Tibet. Les empereurs Mandchous assuraient un contrôle lâche mais réel sur le Tibet, à la fois pour des raisons politiques (en raison du l'influence des lamas tibétains sur les turbulents Mongols), que religieuses (les Mandchous qui pratiquaient le lamaïsme ont maintenu avec les Tibétains la relation chö-yon, de maître spirituel à bienfaiteur laïc). Aux yeux des responsables chinois, la relation principale liant l'Empereur au Dalaï-lama était de type « tribut-récompenses » chaogong tixi 朝贡体系. Les Barbares des Marches de l'empire marquaient leur allégeance à l'Empereur Céleste en lui offrant les produits représentatifs les plus beaux de leur pays (chevaux, fourrures, laine), en échange de quoi celui-ci leur octroyait des biens culturels (thé, or, argent, soieries, céramiques, vêtements).

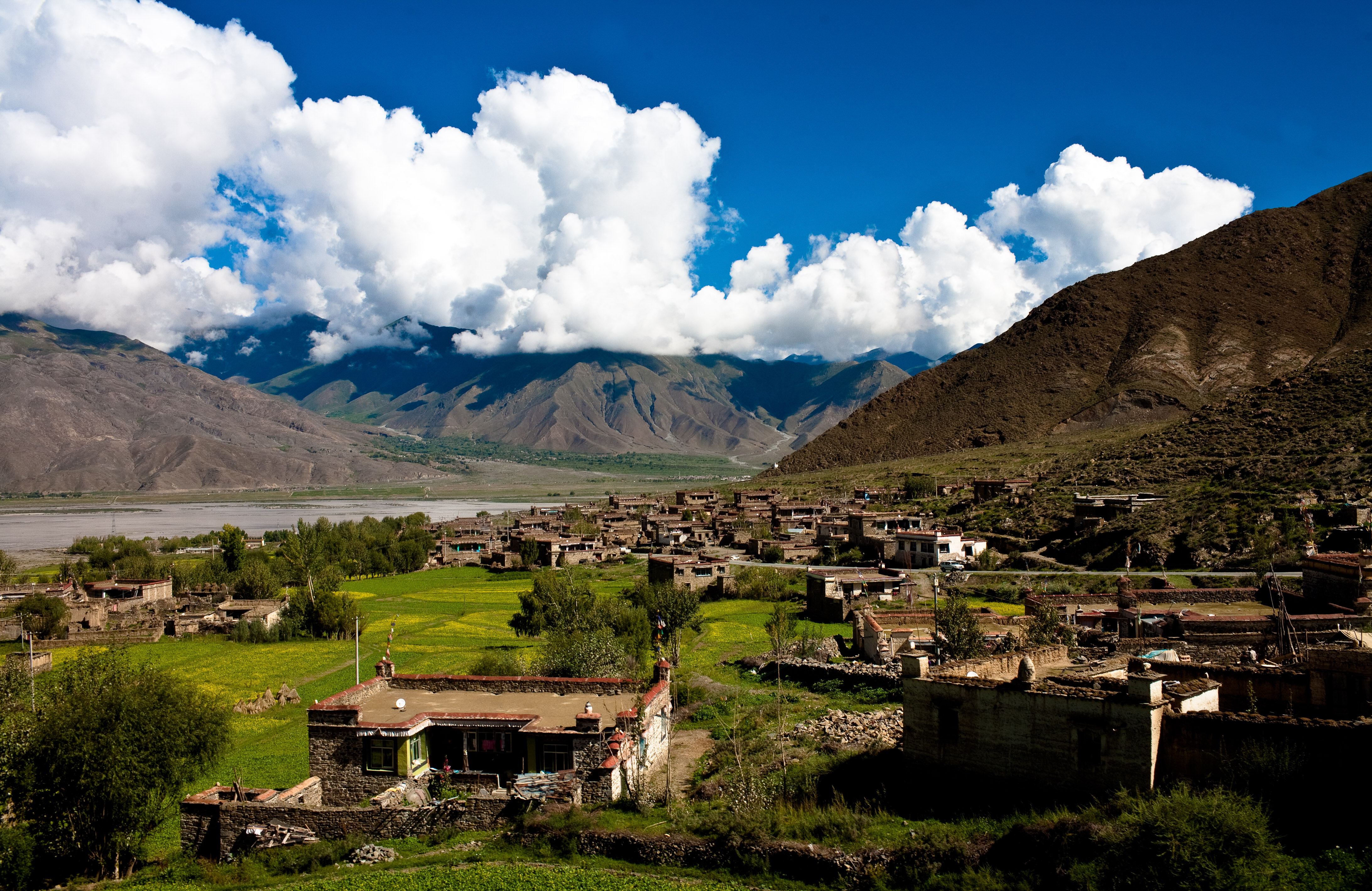
Village tibétain

Plusieurs expéditions punitives sont envoyées au Tibet dans les années suivantes. Du fait des allés et venues des troupes, parfois nombreuses, entre la Chine et le Tibet, et des besoins en ravitaillement des soldats, les pistes muletières s'élargirent fortement. Une troupe de 3 000 hommes partie du Yunnan fut déployée au Tibet pour protéger les Ambans. À cette occasion, plusieurs dizaines de postes militaires furent établis entre Jianchuan au nord Yunnan et Chamdo, la capitale du Kham. De même, le long de la piste caravanière Sichuan-Tibet, les Chinois ont établi quelques corps de garde, destinés à favoriser le passage des courriers de l'empereur (père Huc, 1845). On peut considérer qu'à partir de cette époque, l'état des relations entre Lhassa et Pékin dépendra de l'importance numérique de la garnison chinoise à Lhasa.
Derrière les soldats, de nombreux marchands s'engouffrèrent sur les pistes pour faire commerce du thé, du sel et d'autres marchandises. À Lhassa, on trouvait 2 à 3 000 commerçants chinois, une centaine d'Indiens et environ 300 Gurkhas. La plupart des commerçants chinois venaient du Yunnan. Il leur fallait plus de six mois pour faire le voyage par la piste partant de Simao, passant par Lijiang, Zhongdian, Dêqên jusqu'à Lhassa. À la fin du XIXe siècle, Yang Juxing était un marchand yunnanais célèbre et puissant qui faisait commerce de thè, sucre, fourrures et phrug (vêtement épais de laine tibétain) entre le Yunnan et le Tibet ou l'Inde. Il entretenait des relations avec le dalaï-lama et les représentants de l'empereur Qing au Tibet. Il pouvait même faire des avances financières à ces derniers pour payer la troupe au Tibet.

### Les nouvelles voies d'exportation durant leXXesiècle
En 1912, la République est proclamée mais rapidement le pays sombre dans la confusion. Le premier président Sun Yat-sen est en peu de temps évincé au profit des seigneurs de la guerre qui se disputent le pouvoir. Jusqu'en 1949, le pays sera en butte à des affrontements croisés multiples : guerre civile entre les armées du Kuomintang et du Parti communiste chinois, puis à partir de 1937, seconde guerre sino-japonaise provoquée par l'invasion de l'armée impériale japonaise.
Malgré ces nombreux conflits, le thé pu'er du Yunnan gagne en réputation dans toute la Chine. Les anciennes voies de communication caravanières du Sichuan et du Yunnan vers le Tibet sont grandement perturbées par les escarmouches violentes entre le Sichuan et le Tibet. Les commerçants du Yunnan trouvent alors une nouvelle voie commerciale vers le Tibet via la Birmanie et l'Inde. La route est plus longue et passe par la mer mais elle est moins chère et plus rapide. En 1928, quatre fois plus de thé était transporté par la voie birmano-indienne que par la piste sud de Zhongdian et Chamdo. Si bien que le thé du Yunnan prit la place dominante qu'avait le thé du Sichuan à Lhassa.
Durant la Seconde Guerre mondiale, les troupes nationalistes de Tchang Kaï-chek sont ravitaillées par les Alliés par la route de Birmanie. Cette route carrossable reliant Kunming à Lashio en Birmanie, fut construite en 1937-1938 par les troupes nationalistes chinoises d'un côté et les troupes britanniques de l'autre. Elle passait par Dali, Baoshan, traversait la Salouen puis se dirigeait vers le poste frontière de Wanting. En 1942, l'envahissement de la Birmanie (sous administration britannique depuis 1886) par l'empire du Japon met fin à la voie commerciale birmano-indienne.

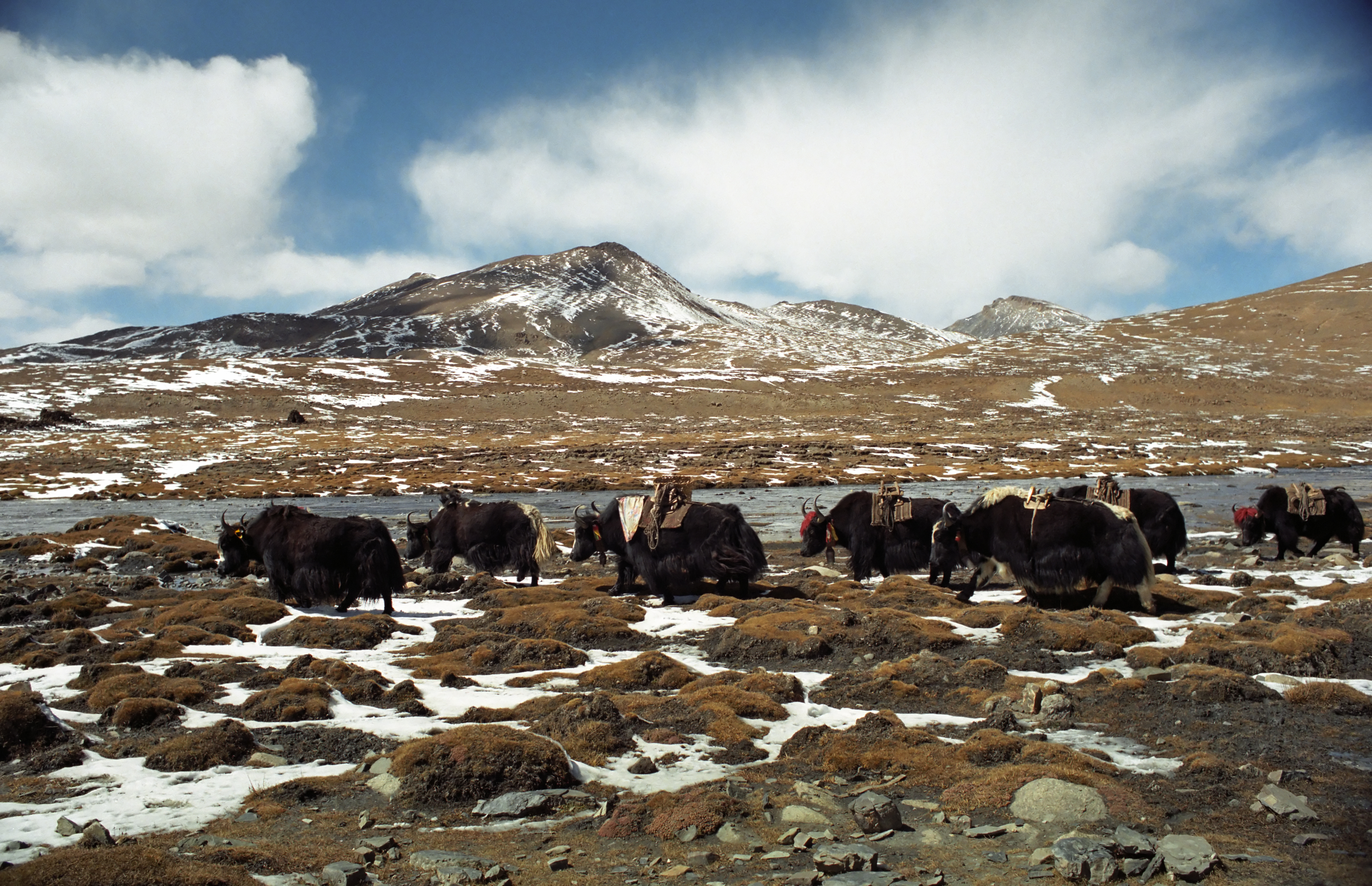
Passage d'un col élevé près de Rawok, Tibet

À la fin de la Seconde Guerre mondiale, les pistes muletières Yunnan-Tibet sont réactivées. Les caravanes, conduites par des commerçants naxi ou tibétains, transportaient le thé du Yunnan et ramenaient du Tibet de la cire d'abeille, du musc, des champignons, des vêtements de laine, des fourrures, des tapis, etc. Le thé chinois était la première marchandise chinoise mais il s'y ajoutait aussi du sucre brun et des vermicelles.
Après l'établissement de la république populaire de Chine en 1949, l'intervention militaire chinoise au Tibet (1950-1951) marque l'étape décisive de l'incorporation du Tibet à la république populaire de Chine qui détermine aussi la fin de la liberté de commerce sur les pistes muletières du sud-ouest. Dans les décennies suivantes, le gouvernement chinois lance la construction de routes nationales (国道, guódào) : la nationale 318 entre Shanghai, Chengdu, et Lhassa (empruntant la piste caravanière du nord, allant de Ya'an, par Kangding, Markam, Nyingchi, jusqu'à Lhassa) et la nationale 214 (en) entre le Xishuangbanna et Xining au Qinghai (empruntant aussi une partie de la piste muletière du sud, passant par Lincang, Dali, Zhongdian, Deqin, Markam, Chamdo). Ces voies ouvertes aux camions par tout temps ont bien sûr rendu complètement obsolètes les pistes muletières. Avec en plus, l'ouverture en 2006, de la ligne ferroviaire Qing-Zang, les échanges commerciaux entre la région autonome du Tibet et les régions prospères des plaines centrales n'ont cessé de croître et d'amener d'innombrable marchandises et de migrants de différentes ethnies, dont principalement les hans, sur les hauts plateaux tibétains.

## Le réseau des sentiers muletiers
Nous examinerons les trois principaux sentiers muletiers ayant participé au commerce international du thé à partir de la Chine. Les deux premiers ont été qualifiés « Route du thé et des chevaux » par les Chinois :
1. au nord, la piste Sichuan-Tibet, partant de Ya'an 雅安 (au sud de Chengdu) dans une région productrice de thé, et se dirigeant vers l'ouest, passant par un col situé à près de 3 000 m pour arriver à Kangding (Dardo ou Darzêdo en tibétain), porte d'entrée dans le monde tibétain. Là, le sentier se divise en deux branches : une branche nord, passant par Ganzi, Dege, Changdu (tib. Chamdo, Qamdo) et une branche sud, passant par Litang, Batang, Mangkang (Markham), et rejoignant la branche nord à Chamdo. La branche nord est la route commerciale (dite Janglam), celle du sud est la route officielle (ou Junglam) que suivent les mandarins. La ville de Chamdo située à 3 200 m d'altitude sur le haut Mékong, a été pendant plusieurs siècles la capitale du Kham. C'est un carrefour important entre les pistes venant de Chine (Sichuan et Yunnan) et celles allant vers Lhassa.
2. au sud, la piste Yunnan-Tibet, partant de Simao 思茅, se dirigeant vers le nord, en passant par Lijiang, Zhongdian (Gyeltang en tib., actuellement Shangri-La) porte d'entrée dans le Kham, Deqin (tib. Atuntze), et Mangkang où elle rejoint la piste nord Sichuan-Tibet. Une autre branche, partant de Simao traverse le Mékong, passe par Baoshan, puis monte vers le nord en longeant la profonde vallée de la Salouen, jusqu'à Bangda et Chamdo, dans le Kham.
3. la route du thé et du coton Yunnan Birmanie Inde, partant de Dali, elle passait par Lincang, Baoshan, avant de franchir la frontière birmane et de se diriger vers Bhamo, sur le haut Irrawaddy.

### Pistes caravanières Sichuan-Tibet
Suivant Nangsa Lainchung, entre le Sichuan et le Tibet central « le sentier s'étend sur environ 2 350 km, passant par 56 relais... Le sentier franchit 15 ponts de cordes et 10 ponts de câble métallique, gravit 78 montagnes dont 11 ayant plus de 2 700 m de haut et 27 de plus de 1 650 m. Le voyage d'un bout à l'autre prendra au moins trois mois ». Certaines caravanes mettaient plus de cinq mois pour faire le voyage. Le transport se fait à dos d'hommes jusqu'à la première étape de Kangding, puis à dos de yacks. Les yacks sont des animaux robustes, plus aptes que les chevaux à supporter les grands froids des hautes altitudes.
La piste nord part de Ya'an, au centre de la région productrice de thé du Sichuan. Durant la majorité de son histoire, Ya'an fut une bourgade frontière de l'Empire chinois, au sort fluctuant suivant les époques. Longtemps une garnison militaire chinoise, elle fut aussi contrôlée par les armées du Royaume tibétain tubo ou du royaume de Nanzhao. La dynastie Song qui reprit possession de la ville en 1070, établit un monopole du thé et en fit un centre important du commerce du thé contre chevaux.
∗ Kangding/Tatsienlou/Darzêdo

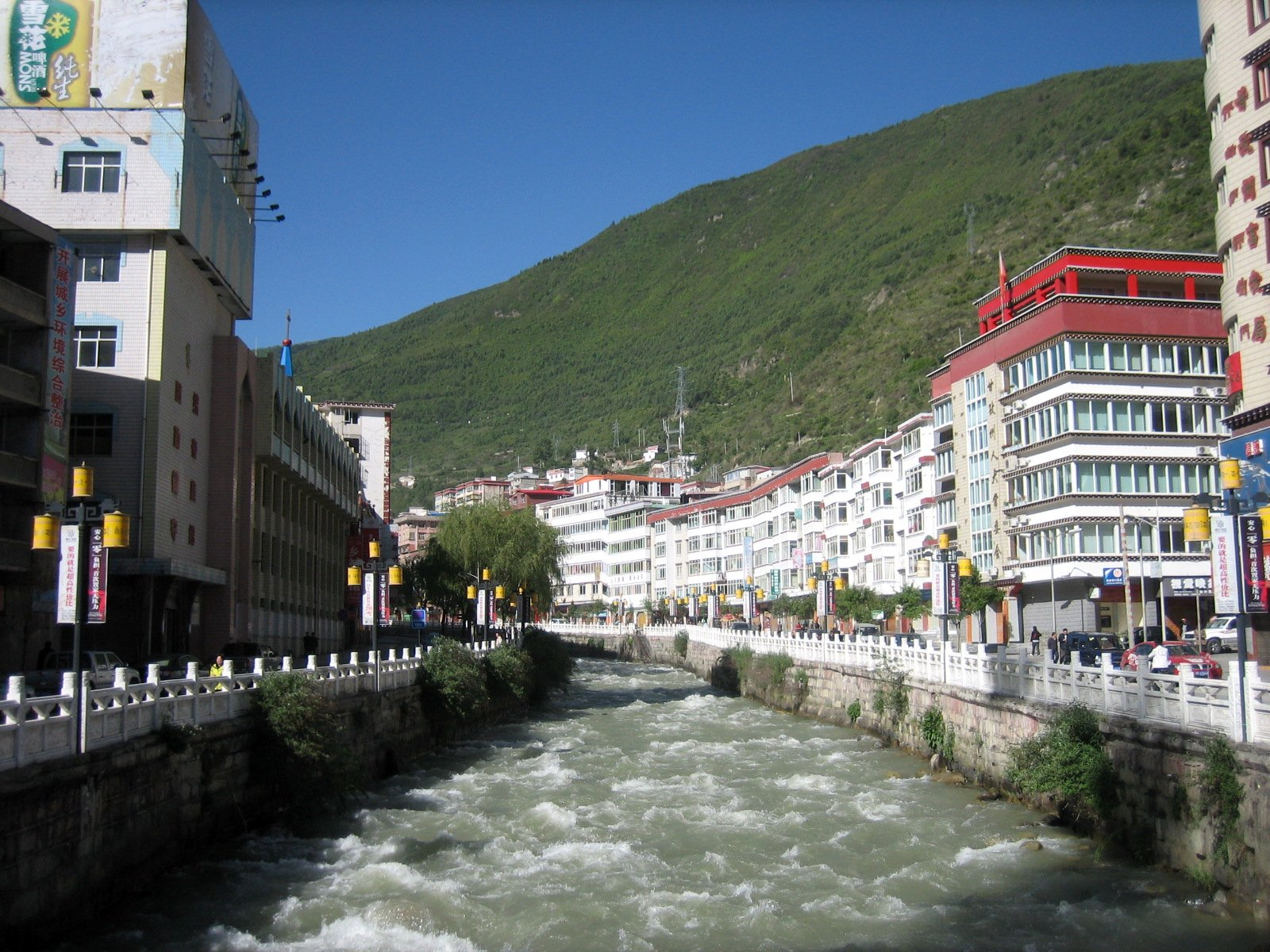
Kangding/Dartzêdo/Tatsienlou (en 2010), située à 2600 m, coupée en deux par le torrent Zheduo

Après la cueillette, les feuilles de thé sont flétries à l'air libre puis emmenées à Ya'an pour y être compressées en briques. Alexandra David-Néel qui a séjourné à Kangding/Tatsienlou durant toute la Seconde Guerre mondiale, observe qu'à Ya'an 
« les briques de thé sont placées dans de longs paniers en bambou et transportées ainsi à Tatsienlou [transcription en français, du chinois Dǎjiànlú (打箭爐) venant du nom tibétain Darzêdo/Kangding]. Jusqu'à présent, le transport s'est effectué à dos d'homme... À Tatsienlou, un triage est opéré. Le thé allant à Litang, à Bathang et à d'autres localités relativement peu éloignées de Tatsienlou y est transporté dans les paniers où il se trouve. Quant au thé destiné au Tibet central, il est retiré des paniers et les briques, au nombre de quatre ou six, suivant leur taille, sont rempaquetées dans des peaux de yak fraîches. Les paquets sont cousus très serrés. En séchant, les peaux se rétrécissent et constituent un emballage aussi dur que du bois et parfaitement imperméable. Deux de ces volumineux colis contenant chacun six grandes briques forment la charge d'un yak, chaque colis étant assujetti sur un des flancs de l'animal. Et, ainsi, cheminant pendant plusieurs mois au pas lent des gros bœufs poilus, les caravaniers portent aux bonnes gens du « Pays des neiges » l'élément principal de leur boisson nationale ».
Auparavant partant de Ya'an, dans la vaste cuvette sichuanaise, les porteurs lourdement chargés de paquets de thé devaient affronter la barrière redoutable des montagnes Erlanshan 二郎山 pour atteindre Dartzêdo, 190 km plus loin. Au nord-est du Sichuan, pendant des siècles, une corporation des porteurs nommés bei laoer 背老二  ou bei erge 背二哥, assurait la majorité des transports de marchandises à longues distances[réf. nécessaire].  Après les années 1970, ce mode de transport devint de plus en plus rare, en raison de l'amélioration des infrastructures routières bien qu'on puisse encore l'observer de nos jours lors de travaux publics dans les montagnes. Dans la région de Ya'an (plus au centre-sud), les porteurs, nommés aussi bei erge, transportaient de 60 à 80 kg de thé avec en outre, leur casse-croûte, des sandales de paille de rechange et une couverture pour éventuellement bivouaquer sous un rocher. Ils pouvaient aussi être accompagnés d'enfants d'à peine dix ans (beitong 背童) portant une quinzaine de kilos. Le premier col rencontré, le Kaka Bouddha La se trouve à près de 3 000 m d'altitude et offre une vue sur le Minyak-Kangkar qui culmine à 7 556 m. Pour le voyage de retour à partir de Kanding, ils transportaient, suivant les possibilités, des matières médicinales (cordyceps), du musc, de la laine et d'autres produits tibétains.
Avant 1900, Darzêdo/Tatsienlou/Kangding était la capitale du Royaume de Chakla, un des cinq royaumes du Tibet Oriental. C'est dans cette bourgade enserrée entre de très hautes montagnes, s'étalant le long d'un torrent tumultueux, que se formaient les caravanes de yaks chargés de thé destiné au Tibet central. Là, le thé passait des mains des marchands chinois dans celles des Tibétains qui le reconditionnaient pour un très long voyage à dos de yak. Tatsienlou, situé dans l'aire culturelle tibétaine, garda longtemps son atmosphère tibétaine même après la colonisation chinoise au début du XVIIIe siècle. G. Bonvalot indique en 1896 dans la cité « La plupart des Chinois sont soldats ou bien marchands, occupés surtout au commerce du thé, de l'or, de la rhubarbe et des peaux ». La rhubarbe (Rheum alexandrae) était récoltée dans les montagnes environnantes et servait de purgatif en médecine traditionnelle. « L'or est recueilli par des orpailleurs misérables qui travaillent pour le compte des lamaseries ». Ces produits locaux ainsi que des vêtements et des tapis de laine, ramenés par les caravanes du Tibet central, servaient à se procurer des briques de thé de Ya'an.
Bien que la région « soit officiellement une province chinoise, ses habitants continuent à s'y sentir au Tibet » observe David-Neel (vers 1938). « À Tatsienlou tout le monde dit couramment : la « route de Chine » pour désigner celle qui descend des montagnes vers le Szetchouan... L'empaquetage des briques de thé dans du cuir occupe un bon nombre d'hommes pendant la période d'exportation. Un plus grand nombre de femmes gagnent un salaire très rémunérateur en transportant des colis de thé à travers la ville, du lieu de leur arrivage ou de leur réempaquetage dans les différents entrepôts d'où ils partiront avec les caravanes ».
Partant de Kanding, la piste se divise en deux branches qui se retrouvent à Qamdo avant de se diriger vers Lhassa. Par la branche sud Junglam, passait (via Litang) le thé de qualité inférieure, destiné au Tibet oriental. Alors que par la branche nord Janglam (via Ganzi), le thé de meilleure qualité était acheminé jusqu'au Tibet central. Ces pistes caravanières cheminent par de larges vallées et des prairies d'altitude, le domaine par excellence des nomades Khampas, cavaliers émérites et éleveurs de yaks et moutons.

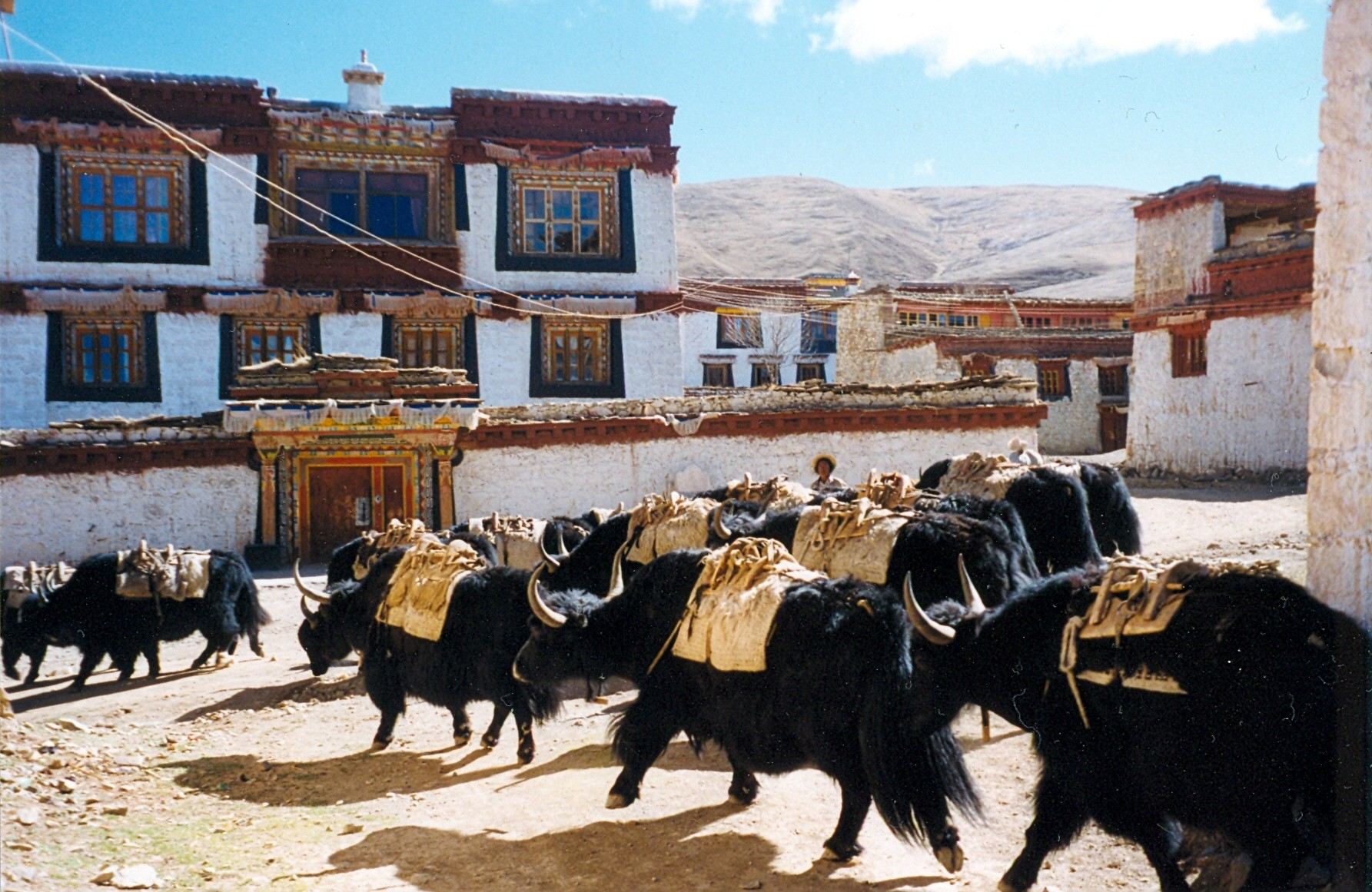
Branche sud : le monastère Ganden Thubchen Choekhorling de Litang, où jadis passaient les caravanes de yaks. Actuellement, la nationale 318 empruntant la piste caravanière, est encombrée de camions, cars et 4 × 4 de touristes

∗ La branche sud passe par Litang 理塘, une bourgade perdue à plus de 4 000 mètres d'altitude où vivent actuellement 47 500 habitants (en 2001), et qui déjà en 1810, comportait une population non religieuse de 5 320 familles et dont les 45 bâtiments monacaux abritaient 3 270 moines. Surplombant la ville, se trouve le plus grand monastère de l'école Gelugpa du Kham, nommé Thupten Jampaling. Construit en 1560 par le troisième dalaï-lama, il hébergeait plusieurs milliers de moines avant 1950 et comme tous les grands monastères tibétains, il imprimait des livres, rendait la justice, faisait du commerce et au besoin lançait des opérations armées. À l'époque de l'ancien Tibet, les monastères contrôlaient l'économie et le gouvernement du pays, possédaient un tiers des terres cultivables, beaucoup de pâturages, et un grand nombre de serfs et d'esclaves (Ma, 1995). L'ensemble des institutions religieuses, monastères et Potala, collectaient la majorité des richesses produites (revenus et taxes, aides du gouvernement et dons des pèlerins) qu'ils dépensaient en grande partie dans leurs activités religieuses.
Ainsi, dans l'immense lamaserie de Litang, on fabriquait des bottes et des selles, on fondait des cloches, on tannait le cuir, on fabriquait des pilules médicamenteuses etc. C'était aussi un centre commercial important, entretenant des représentants religieux ou laïques dans toutes les grandes villes du Tibet. Le produit phare du négoce était le thé qui parfois était imposé d'autorité à des lamaseries dépendantes, aux villageois et aux nomades des alentours. Le monastère ayant accaparé tout le commerce, il n'y avait en ville que quelques boutiques misérables. Les moines buvaient de grandes quantités de thé au beurre. Les missionnaires observèrent en 1910, dans le monastère, d'énormes marmites en bronze ciselé de 2,40 mètres de diamètre et 1,20 m de haut, pour faire le thé aux milliers de moines. En raison de l'altitude, rien ne peut être cultivé à Litang, seuls des troupeaux de yaks paissent dans les pâturages.
Dans les années 1954-55, lorsque les cadres chinois essayèrent de mettre en œuvre la politique de collectivisation des terres, de nombreuses rébellions éclatèrent. Alors que beaucoup de personnes fuyant les violences avaient trouvé refuge dans le monastère de Litang, celui-ci fut assiégé pendant deux mois avant d'être bombardé par l'aviation chinoise et complètement détruit. Des centaines de moines et nonnes trouvèrent la mort et certains lamas furent achevés après les pires supplices. Ce n'est qu'après l'ouverture politique des années 1980, que le monastère fut progressivement reconstruit.

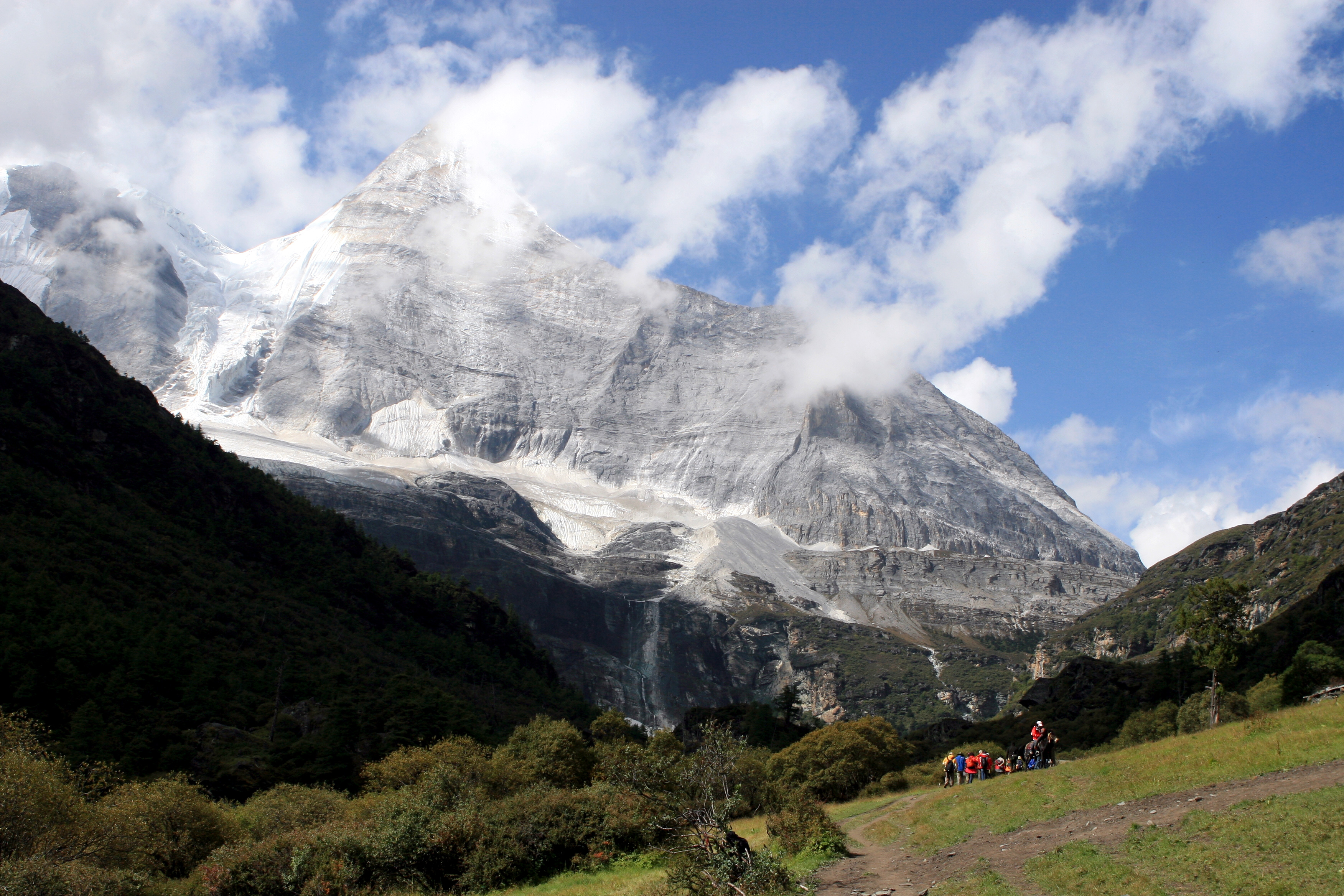
Branche nord : piste muletière près de Ganzi, entre Kangding et Chamdo

∗ La branche nord de la piste partant de Kangding et passant par Dege (Dergué) et Chamdo, est la grande voie marchande vers Lhassa. Jacques Bacot  qui la parcourait en 1909, note le 18 août « Toute la journée, nous voyons de nos tentes, défiler des caravanes sans fin de yacks chargés de thé pour le Dergué, Tsiamdo et Lha-sa ». Les relais sont fixés par la coutume et chaque village qui contribue au transport du thé, reçoit une rétribution proportionnelle, payable en thé. Les missionnaires d'origine hollandaise, Petrus et Susie Rijnhart qui essayaient de gagner Lhassa en 1897, disent aussi avoir observé ces immenses caravanes de yaks chargés de thé de Jyekundo, chaque caravane comportant de 1 500 à 2 000 yaks, dirigée par des marchands bien mis et sur de belles montures. Mais la région était infestée de brigands. Quelques jours plus tard, les Rijnhart entendent dire que cinquante voleurs s'étaient emparés des yaks et de leurs chargements après avoir tué plusieurs caravaniers. Ils voient aussi sur le bord des pistes des cadavres d'hommes et d'animaux abandonnés par les caravanes. À la saison des pluies ou au moment du dégel, les pistes détrempées devenaient de vrais bourbiers dans lesquels les animaux et les hommes s'enlisaient.
Les pistes caravanières se croisaient à Chamdo, un carrefour stratégique situé à 3 200 mètres d'altitude, établi à la confluence de deux affluents du cours supérieur du Mékong. Chamdo fut pendant des siècles la capitale du Kham. Son monastère Galden Jampaling fondé au XVe siècle était le premier centre Gelugpa de la région. Il abritait une communauté de plus 2 000 moines et possédait une imprimerie réputée. Et comme tous les grands monastères, c'était un centre commercial majeur, s'occupant entre autres du commerce du thé. Il fut détruit en 1911 par le général chinois Zhao Erfeng.
∗ Lhassa

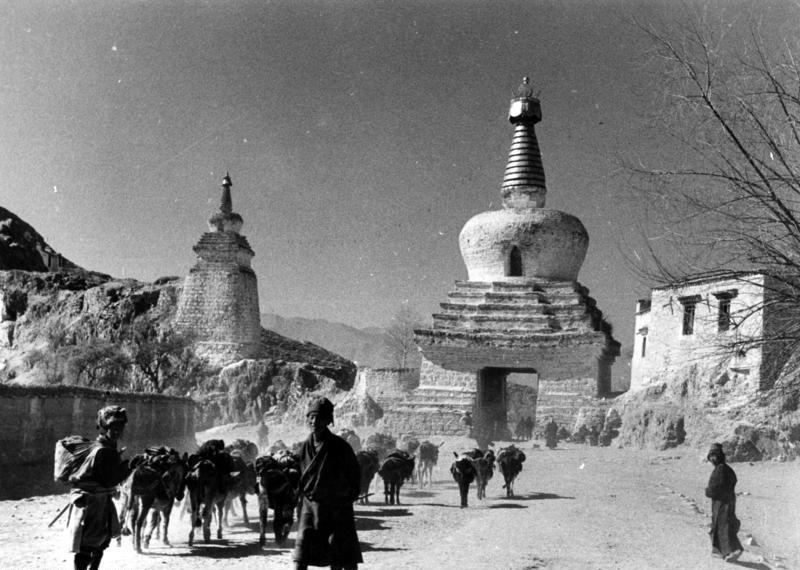
Chorten de la porte de l'ouest de Lhassa, 1938

À partir de Chamdo, il y avait aussi deux pistes menant à Lhassa. D'après les notes de voyage de Bitchourinski (1828) : « De la rivière au sud de Tsiamdo, on suit un chemin étroit et très sinueux, et on passe sur plusieurs ponts suspendus... La neige gelée rend la route glissante et très dangereuse. .. Pour qu'on ne s'égare pas dans les brouillards épais qui règnent ici, on a établi sur les hauteurs des signaux en bois... Sur ses flancs [de la montagne], et à cent li de distance, il n'y a aucune habitation... Beaucoup de soldats chinois et des Tubétains y meurent de froid... Des quatre côtés, la vallée de H'lassa est entourée de montagnes. »
La ville de Lhassa, située à 3 650 mètres d'altitude, « n'est pas une grande ville : elle a tout au plus deux lieues de tour ; elle n'est pas enfermée, comme les villes de Chine, dans une enceinte de remparts » constate, surpris, le père Huc, lorsqu'il y arrive le 29 janvier 1816, après un voyage très éprouvant à partir du (lac) Koukou-nor. L'activité artisanale consiste principalement dans la fabrication de poulous, de bâtonnets d'encens et de bols en bois. Les poulous sont des étoffes de laine, étroites et très solides. On peut ajouter à cette liste du père Huc, les tapis kadians, les tentes, les bottes, couteaux et les bijoux.
Beaucoup de marchandises sont importées. Pendant des siècles, le « commerce du thé » (dit « du thé et des chevaux ») fut la forme principale d'échange entre les provinces chinoises du Sichuan, Yunnan et du Gansu, avec le Tibet. Le Sichuan fournissait le thé, les vêtements de coton, l'argent, le sucre et la soie. Du Yunnan provenaient du thé et du cuivre. Le Tibet fournissait aux régions han, la laine, le cuir et le musc. Deux grandes entreprises commerciales ont contrôlé pendant des décennies le commerce entre le Sichuan et le Tibet : la Retingsang possédée par le régent Réting Rinpoché et la Heng-Sheng-Gong détenue par des Chinois du Yunnan.

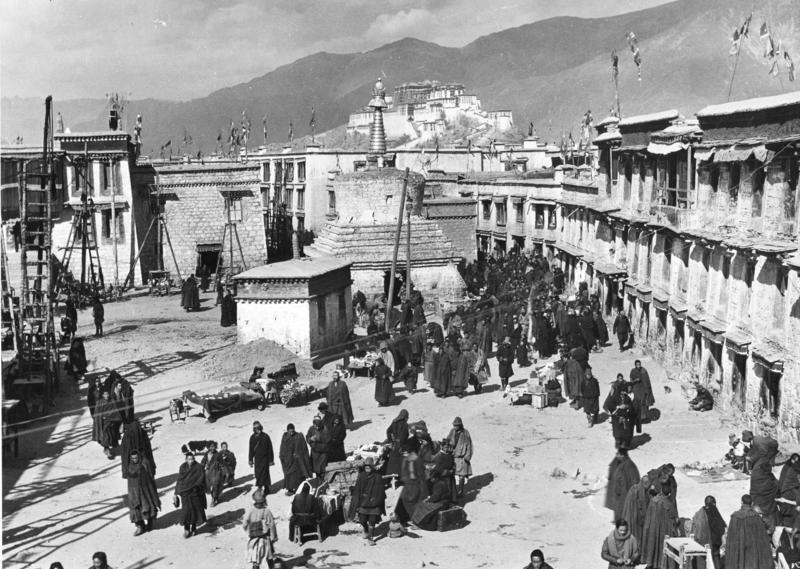
Marché Barkhor, Lhassa, 1938

À Lhassa, le commerce de détail est très actif et l'on vend sur les marchés beaucoup d'articles provenant de Chine ou d'Inde. Les fêtes religieuses et des pèlerinages sont l'occasion de grandes foires où les larges foules de dévots peuvent échanger le beurre, les peaux, la laine et les étoffes contre du thé et de la farine d'orge.
Pour le père Huc (1816) « les Chinois qu'on voit à Lhassa sont pour la plupart soldats ou employés des tribunaux ». À la fin du XIXe et au début du XXe siècle, les commerçants chinois qui ont suivi les troupes chinoises, tiennent environ 2 000 boutiques à Lhassa. Par contre, ce sont les moines qui tiennent le commerce de détail du thé.
Tous les Tibétains sont de grands consommateurs de thé. Même dans les grandes prairies d'altitude, les nomades les plus isolés consomment du thé. Pour se le procurer, ils se rendent de temps à autre en ville ou à une foire, pour échanger du beurre, de la laine, le poil et les peaux de leurs animaux contre des briques de thé et de la farine d'orge, nécessaires à leur subsistance.
À l'époque Qing, une partie du thé arrivé à Lhassa repartait vers Leh au Ladakh, pour un voyage de quatre mois supplémentaires.

### Sentiers muletiers Yunnan-Tibet
Pendant longtemps, le thé pour le marché tibétain est parvenu presque exclusivement du Sichuan. Collecté et pressé en briques à Yazhou (Ya'an actuelle), il était expédié à Lhassa via Tatsienlou. Cette piste caravanière est-ouest, à travers le Kham, joua pendant des siècles un rôle dominant dans le commerce sino-tibétain.
- Histoire du thé au Yunnan

Même si les liens culturels entre l'Empire tibétain tubo et les régions sud-ouest du Yunnan sont très anciens, le réseau muletier sud-nord (via Lijiang et Deqin) est resté rudimentaire jusqu'au XVIIIe siècle. Le tournant peut être situé vers 1730, quand l'empereur Yongzheng envoie des troupes pour envahir et annexer les régions productrices de thé que sont les Sipsongpanna (les Douze Banna) : les régions de Simao, Puteng, Zhengdong, Mengwu, les Six Montagnes à thé et Pu'er fu à l'est du Mékong. D'après les spécialistes,, cette région du Mékong au sud-ouest de l'actuel Yunnan était peuplée d'un patchwork de populations de nationalités indigènes diverses mais proches : Achang, Bulang (Palaung), Hani (Akha), Jinuo (Kachin), Lahu, Lisu et Wa. Culturellement et linguistiquement apparentés, ils n'occupaient pas chacun un territoire bien délimité mais vivaient dans des villages homogènes mélangés les uns aux autres.
Quelques commerçants han avaient commencé à pénétrer au Yunnan, depuis longtemps, mais l'afflux important d'immigrants ne s'est effectué qu'à partir du XVIIIe siècle. Les émigrés chinois venant des provinces du nord, ravagées par la sécheresse et les rébellions ou des régions côtières surpeuplées, affluent alors au Yunnan, (et dans le bassin du Sichuan). Ils s'installent souvent dans les villes comme commerçants, construisent des temples des ancêtres en l'honneur de leur clan et érigent des sanctuaires où ils célèbrent leurs dieux. Les colons qui s'installeront plus tard à la campagne pour cultiver le thé, introduiront de nouvelles méthodes de culture des théiers et de traitement des feuilles de thé, qui permettront d'obtenir un produit de qualité, exportable à l'extérieur. Une autre vague de migration beaucoup plus ancienne, faite de Chinois musulmans, les Hui, qui s'étaient spécialisés dans la fonction de muletier résidaient plus au nord, du côté de Dali et Lijiang.

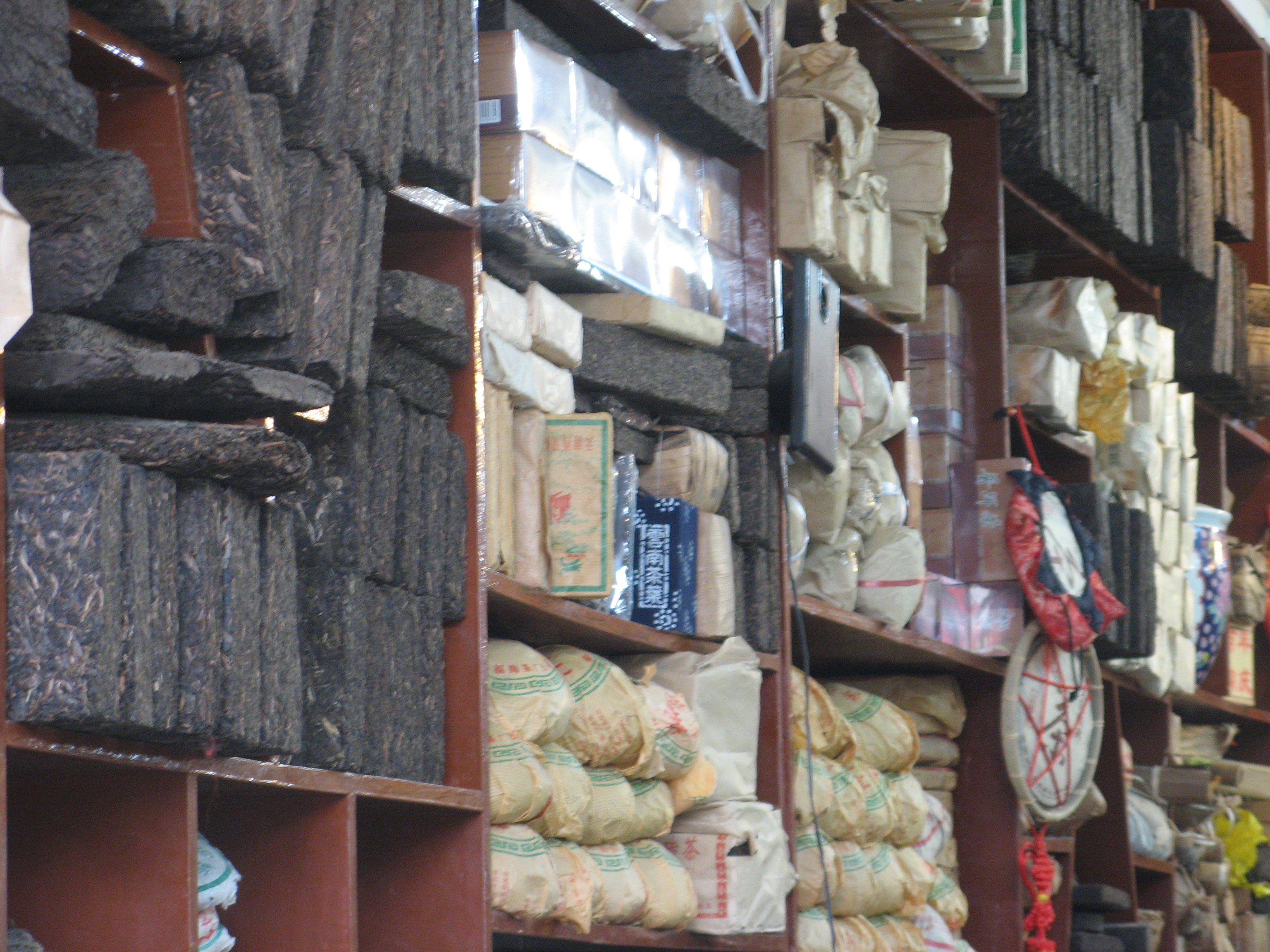
Magasin de thé à Kunming : thé compressé en briques, nids, galettes

Les petits commerçants originaires du Jiangxi furent les premiers à arriver au Yunnan et à développer le commerce de détail. En 1729, ces émigrés édifièrent un temple communautaire, nommé Wanshou gong, à Simao 思茅  (rebaptisé Pu'er en 2007) qui deviendra un centre important de négoce du thé. L'exploitation de mines de cuivre dans la région commença aussi à attirer de plus en plus d'émigrés venant du Guizhou, Lianghu, Sichuan et Shanxi. Toute la ville de Simao sera structurée par les organisations communautaires chinoises se regroupant par provinces ou villes d'origine.
Dans les villages de montagne au sud-est de Simao, les cultivateurs Akhas et Jinuo récoltaient les feuilles de thé qu'ils vendaient aux marchands chinois qui se rendaient sur place pour les transactions. À la suite d'une rébellion de ces agriculteurs (en 1727), provoquée par un conflit avec les commerçants, le gouverneur du Yunnan prend le contrôle de la manufacture du thé et exige que toutes les opérations commerciales se fassent à Simao par l'intermédiaire d'une entreprise publique, le Marché Général du Thé (zong [cha] dian). L'administration en profita pour taxer le thé et se garder le meilleur thé pu'er pour l'envoyer à Pékin et Kunming comme tribut (gongcha 貢茶) pour la famille royale et comme thé de l'administration (guancha) pour le gouvernement provincial. Mais l'accaparement des profits du commerce du thé par l'administration provoqua à nouveau un mouvement de rébellion qui fut matée dans l'année 1732.
Une partie du thé partait pour le Tibet Central par les pistes muletières passant par Atuntze (Deqin aujourd'hui). Cooper en 1871 note que du thé noir du Yunnan est échangé contre du musc à Atuntze. En 1895, le major Davies considère que 15 000 mules partaient tous les ans de Simao, ce qui représentait environ 900 tonnes de thé. D'après les statistiques de Chen (2005), les ventes du thé du Yunnan au Tibet ont augmenté régulièrement dans les années 1930, passant de 300 tonnes en 1928 à plus de 1 000 tonnes en 1938. Dans ces années là, le thé du Yunnan aurait pris la place du thé du Sichuan au Tibet Central. Actuellement, les ventes seraient redescendues à 600 tonnes.
- Fabrication et transport du thé

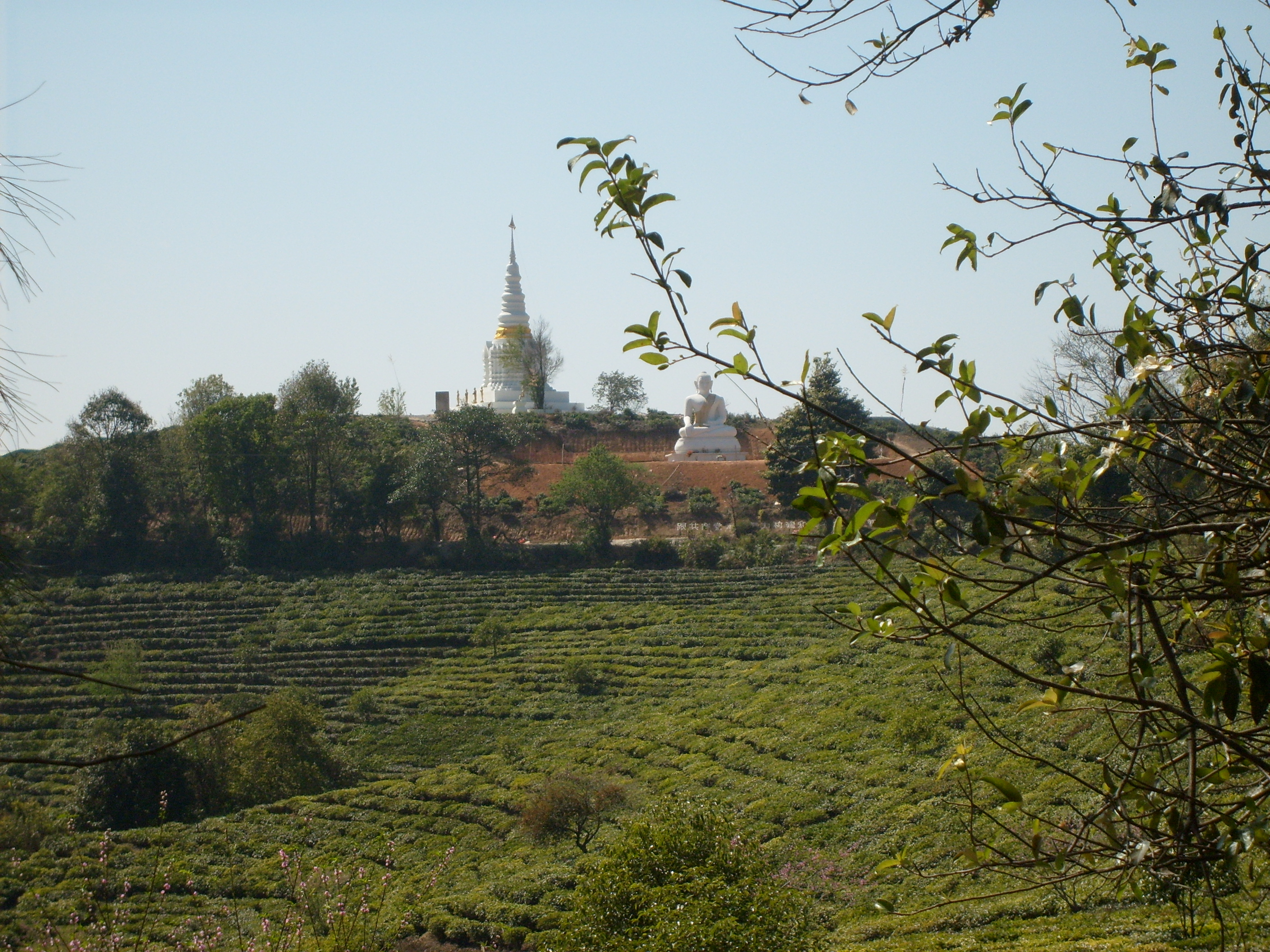
Jardin de théiers, pour la fabrication du pu'er, Sipsongpanna

Le thé pu'er était produit dans la région de Simao comme un thé vert qui était ensuite étuvé et compressé en galettes, en forme de disques, d'un diamètre de 20 cm et de 2,5 cm d'épaisseur. Pour le transport, elles étaient empilées par sept et attachées ensemble par des lattes de bambou (formant un tong). C'est ce conditionnement semi-perméable qui assurait une maturation spéciale du thé et lui donnait ses qualités si particulières. Au cours du long voyage à dos de mulets, le thé compressé réagissait à la pluie, aux microorganismes et aux différences de température et continuait à s'oxyder et à fermenter.
Le thé pu'er au sens restreint était produit au sud de Simao, dans la région des Six Montagnes à Thé. Le thé de la sous-préfecture de Simao était d'excellente qualité et mis à part à ce titre.
Dans tout le Sipsongpanna, le thé était cultivé par les montagnards (Miao, Lahu etc.) et vendu aux marchands chinois. Il en fut ainsi jusqu'au XXe siècle, car les Han ne commencèrent à acheter des terres pour y cultiver les théiers uniquement à partir de l'époque de la république de Chine (après 1911). La plantation des théiers se développa aussi progressivement vers le nord-est.
En 1918, l'étuvage et la compression du thé commença à Fohai (actuellement Menghai), une région des Six Montagnes à Thé, et rapidement la région devint le cœur du traitement du thé. La prospère Simao qui avait 50 000 habitants en 1850, fut ruinée par la révolte des Panthay et ne s'en remit jamais complètement.
Les caravanes pouvaient être constituées de quelques douzaines, ou centaines voir milliers de mules et petits chevaux, parcourant tous les jours, de 30 à 40 km. Chaque animal portait deux paniers de bât, contenant chacun 16 tong de 7 galettes, soit 112 galettes de thé, formant une charge totale d'une cinquantaine de kilos. Les mules devaient être débâtées pour traverser les rivières à la nage ou pour leur permettre de paître. Il y avait environ un muletier pour dix bêtes. Les hommes dormaient à la belle étoile près des bâts pour les surveiller ou dans des auberges quand ils le pouvaient.
Les commerçants muletiers étaient :
- des Chinois han ou hui, familiers plutôt les pistes de l'Asie du Sud-Est,

- des Naxi de Lijiang ou des Tibétains de Gyalthang (Zhongdian), conduisant des mules des Montagnes à Thé du Sipsongpanna (devenu Xishuangbanna) jusqu'aux marchés de la frontière sino-tibétaine[18]

Les caravanes tibétaines (dites Guzong 古宗) appartenant aux grands monastères lamaïstes possédaient le plus grand nombre d'animaux et les plus gros de moyens financiers. Avant 1949, il y avait à Gyalthang plus de cinquante entreprises appartenant à ces marchands-lamas.
- La piste Simao, Dali, Lijiang, Gyelthang, Chamdo, Lhassa

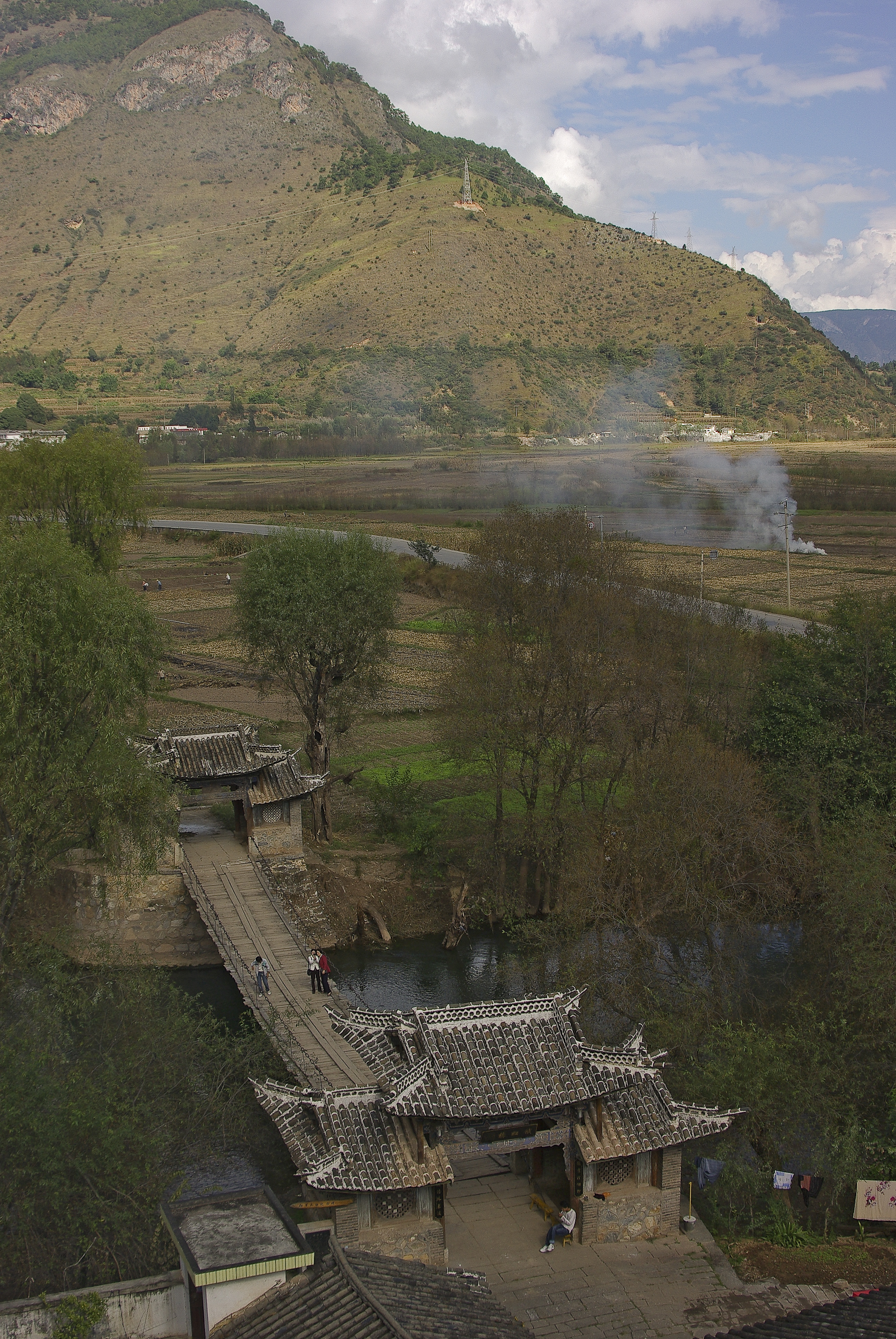
Village de Shigu, sur la piste avant Lijiang

Simao puis Fohai furent les deux grands centres d'élaboration du thé (étuvage et compression) tenus par des Chinois. C'étaient aussi des marchés de gros où les caravaniers, venaient s'approvisionner en thé. Les nobles Tai et les chefferies de village servaient de courtiers pour mettre en relation les marchands et les cultivateurs montagnards. Grâce à ces manufactures chinoises, les petits producteurs de thé tibéto-birmans purent ainsi avoir accès aux marchés de régions éloignées comme le Tibet et l'Asie du Sud-Est (Birmanie, Siam), via les muletiers Naxi, Tibétains et Hui. Chaque population se caractérisait par une activité spécialisée.
En hiver et au printemps, les muletiers Naxi et Tibétains poussaient leurs animaux sur les marchés de Simao et de Fohai pour échanger leurs marchandises tibétaines (cire, musc, champignons cordyceps, etc.) contre du thé et accessoirement du sucre, des vermicelles, de l'opium, du mercure etc. Ils partaient ensuite vers le nord quand le temps se radoucissait, atteignaient Lhassa presque quatre mois plus tard, y faisaient leurs transactions commerciales et revenaient à Lijiang en fin d'année.
Ce long et difficile voyage vers le nord passait par Dali, Lijiang, Dêqên, Chayuba. C'était une piste réputée pénible, avec des passes très périlleuses.

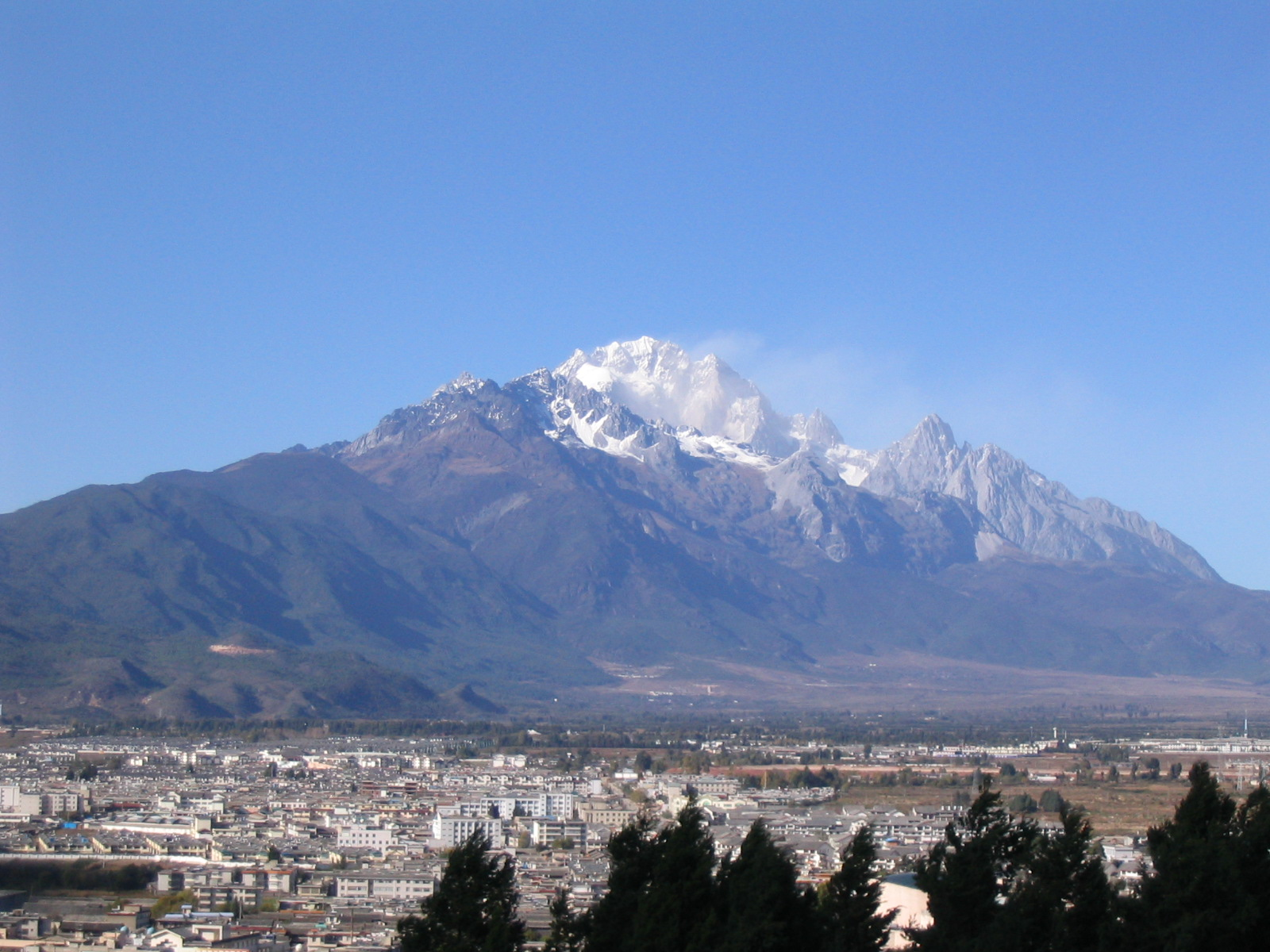
Vue de Lijiang, avec à l'arrière le mont enneigé du Dragon de Jade, Yulong xueshan, 5596 m de haut

Dali, le premier marché important sur la piste, au passé glorieux de capitale des royaumes de Dali et de Nanzhao, sera aussi la capitale des rebelles musulmans Panthay qui instaurèrent un Sultanat en 1856-1872. L'armée Mandchoue, appuyée d'ailleurs par des artilleurs français, viendra à bout de la rébellion hui. Des massacres de grande ampleur de la population musulmane suivront. La révolte Panthay détruisit temporairement le commerce du thé mais celui-ci rebondit au XXe siècle. Durant les dernières décennies du XIXe siècle, on estime à 15 000 mules et chevaux chargées de thé, le nombre de bêtes de bât qui pouvaient passer par Dali pour aller sur le Tibet ou la Birmanie.

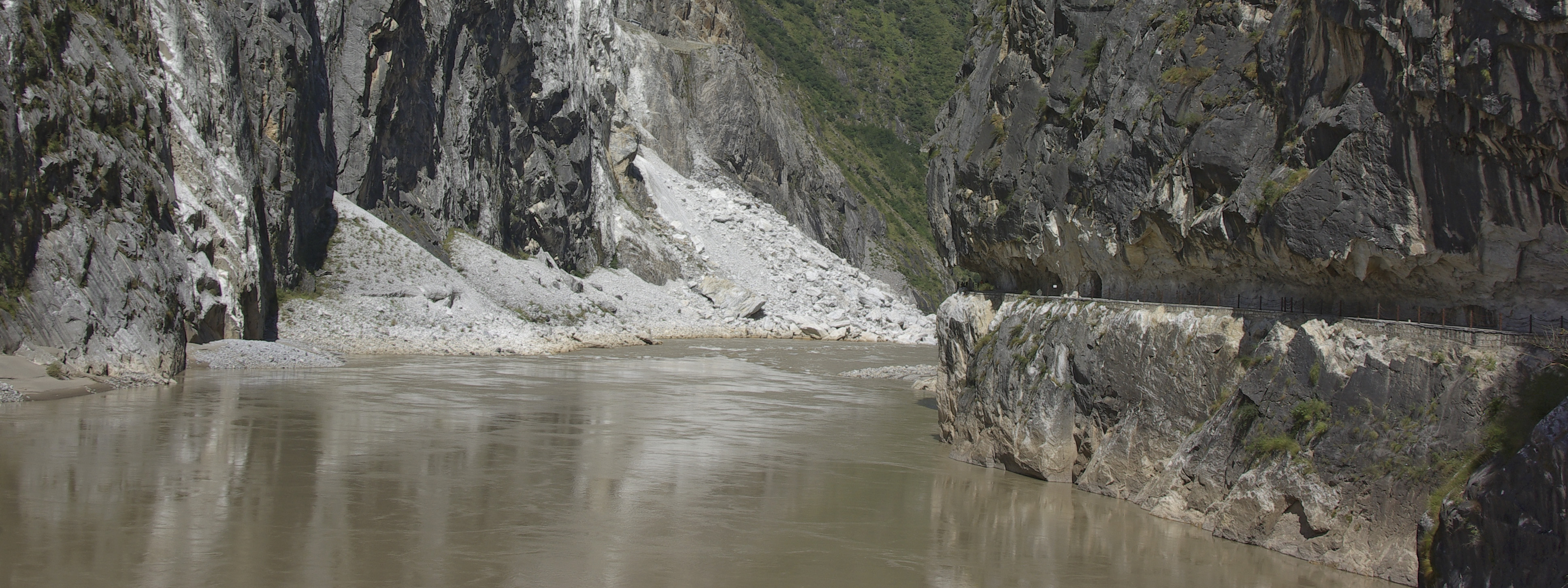
Sentier muletier taillé dans le flanc de montagne, aux gorges du Saut du Tigre (虎跳峡 hutiaoxia), sur le cours supérieur du Yangzi, entre Lijiang et Zhongdian

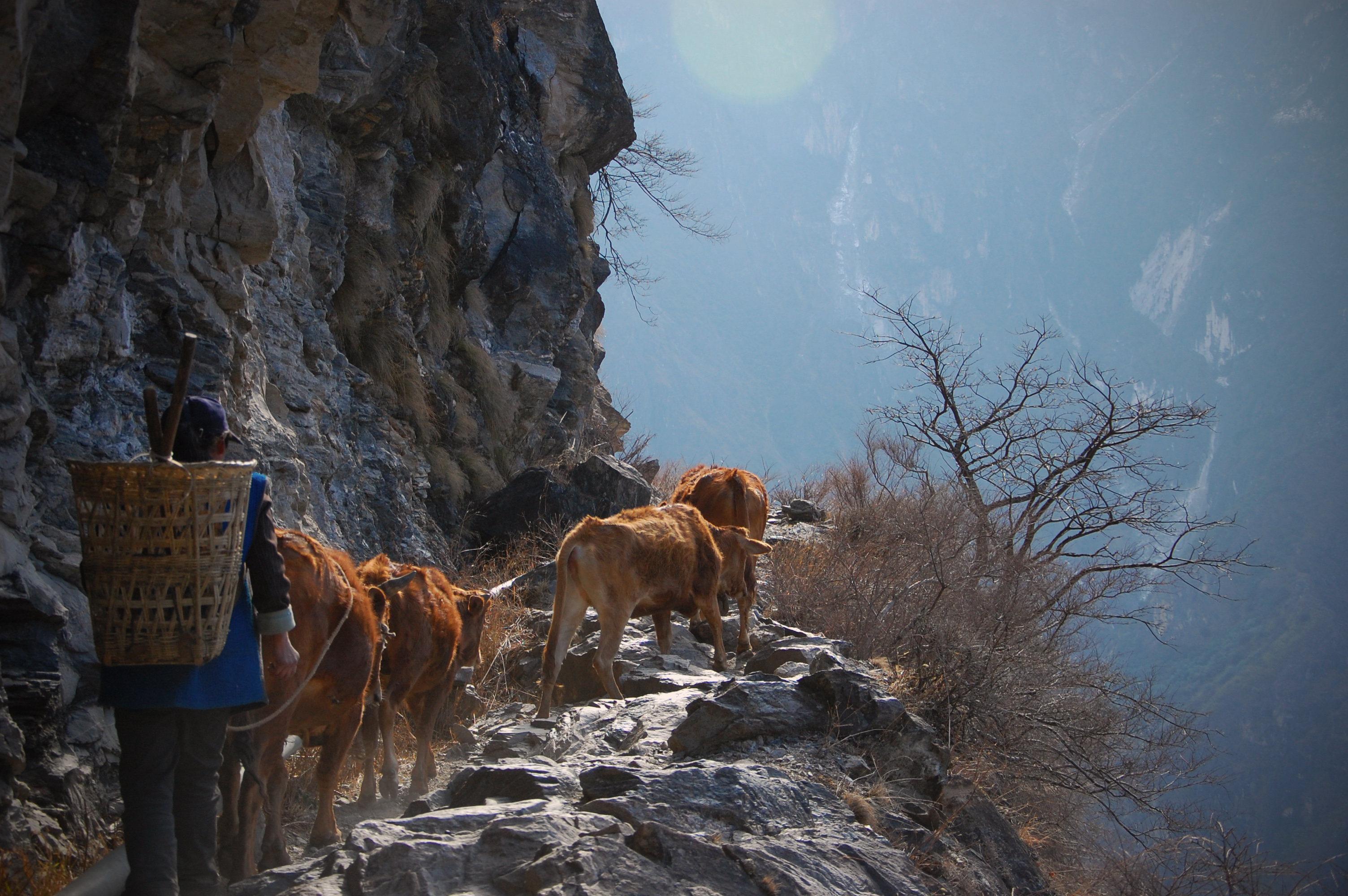
Piste le long du cours supérieur du Yangzi, près du Saut du Tigre

Lijiang fut longtemps une zone stratégique au carrefour de trois royaumes puissants : le Tibet (qui l'occupa en 703 et apporta le bouddhisme tibétain), le royaume de Nanzhao (centré sur Dali, en 794) et l'Empire chinois (arrivée de Koubilaï Khan en 1253, et prise en main par l'administration centrale impériale et suppression du système des chefferies naxi, en 1723). Cette position permit à Lijiang de se développer comme un centre commercial majeur de l'Asie du Sud-Est à partir du Xe siècle. Les marchands Naxi et Tibétains ramenaient de leurs longues expéditions au Tibet, du musc, des matières médicinales, du cuir et des chevaux qu'ils revendaient à des marchands locaux (Naxi, Yi, Hui et Han) pour être redistribués dans l'arrière-pays. La population Naxi, dominante dans la région de Lijiang, descend des Qiang venus du plateau tibétain ; leur religion dongba  est une variante du bön tibétain. Comme les Tibétains, ce sont des consommateurs de thé au beurre.

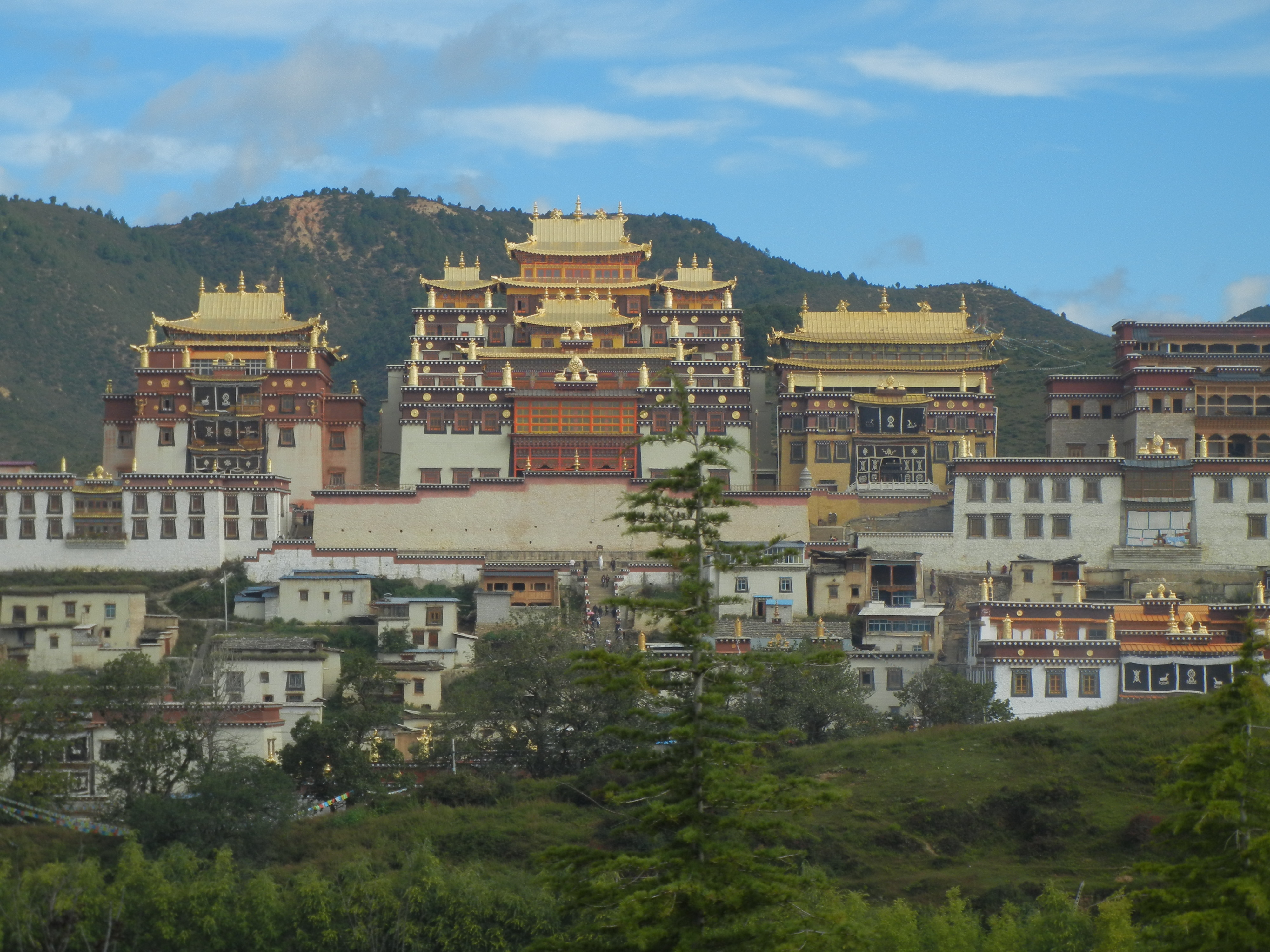
Monastère Songzanlin de Zhongdian, à 3300 m

Zhongdian dont le nom tibétain est Gyalthang, est la porte d'entrée dans l'aire culturelle tibétaine du Kham, comme Kangding/Tatsienlou l'était pour la piste Sichuan-Tibet. Pour atteindre Lhassa, restaient encore 1 600 km de piste de hautes montagne à parcourir. Le plus grand monastère lamaïste (gelugpa) du Yunnan, Ganden Sumtsenling (tibétain དགའ་ལྡན་སུམ་རྩེན་གླིང་, Wylie : dga' ldan sum rtsen gling, pinyin tibétain : Songzanlin), se trouve à quelques kilomètres de la ville, à plus de 3 300 mètres d'altitude, dans un emplacement dominant majestueusement la région, choisi par le cinquième dalaï-lama en 1679. Très endommagé durant la révolution culturelle, il a été reconstruit depuis. Comme tous les grands monastères, il se livrait au commerce du thé. De riches lamas-marchands possédaient un grand nombre de mules de bâts pour effectuer le transport du thé et d'autres marchandises jusqu'au Tibet Central. Les moines s'occupaient aussi du commerce de détail. Il était demandé aux maisonnées de laisser un morceau de beurre de dri près de leur maison, certaines nuits déterminées de l'année. Le matin, la famille trouvait à la place du tuocha (thé pu-erh compressé en forme de nid), ce tour de force tenait simplement aux moines qui faisaient la tournée de toutes les maisons la nuit.

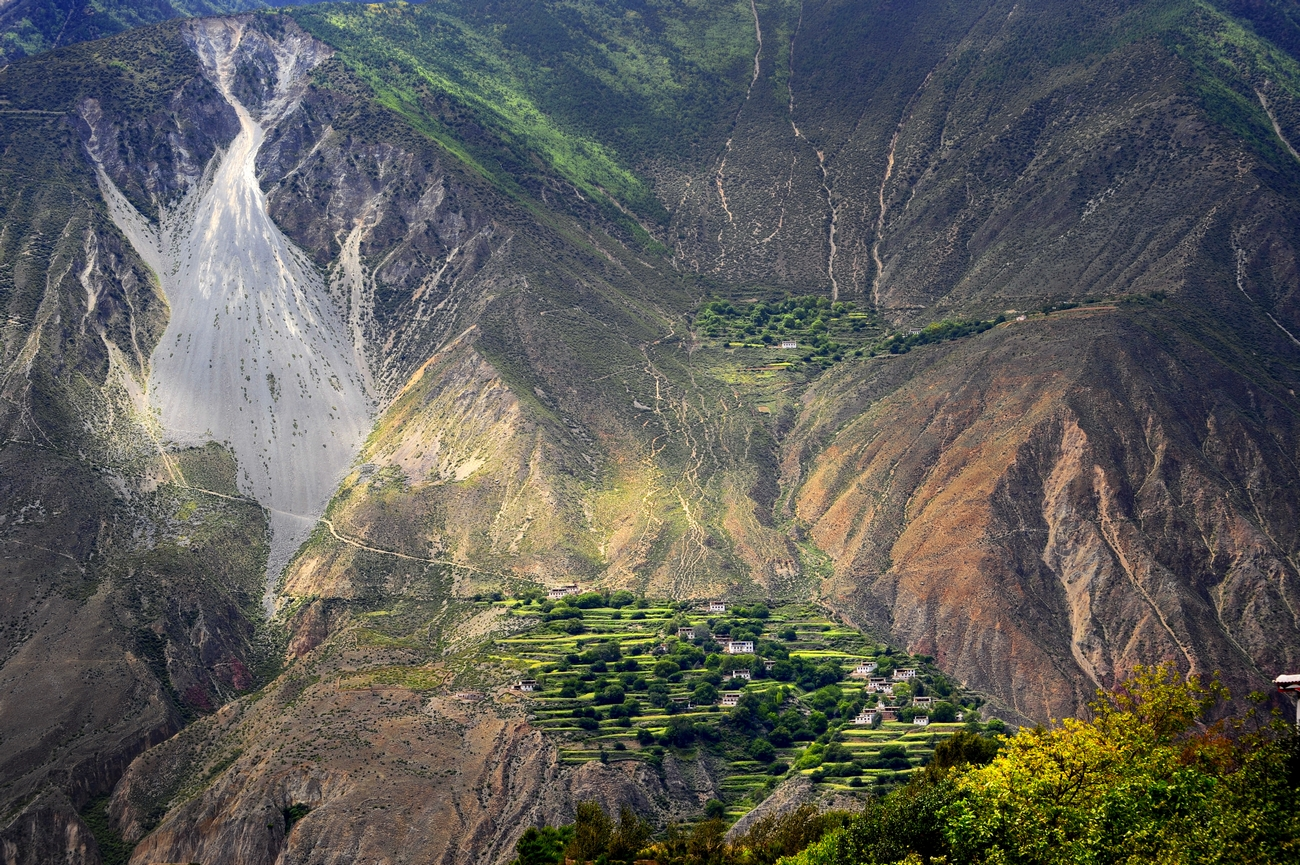
Markam/Mangkang situé à 3880 m, fut un nœud important entre les pistes est-ouest et sud-nord ; actuellement les routes nationales 318 (venant du Sichuan) et 214 (venant Lijiang) s'y rencontrent

Remontant vers le nord, à partir de Zhongdian/Gyalthang, la piste va devoir gérer le franchissement des chaînes montagneuses séparant les trois puissants fleuves qui descendent du Tibet : le Yangzi, le Mékong et la Salouen.
Après avoir franchi le Yangzi, la piste serpente à plus de 4 300 mètres, avant d'atteindre Deqin (Dêqên, Atundze). Perchée dans les nuages à 3 550 mètres d'altitude, la petite ville de Dêqên est proche de la frontière régionale du Xizang (Région autonome du Tibet) et le point de départ des pèlerins qui font une circumambulation autour du superbe Khawa Karpo. Cette montagne sacrée pointant à (6 740 m) est pour les Tibétains la demeure de Padmasambhava, Byung Gnas. En remontant le long du Mékong, on atteint Mangkang (Markham) sur la piste Sichuan-Lhassa et plus loin Chamdo.

### Les pistes Yunnan Birmanie Inde
Une piste qui joua un rôle essentiel dans l'histoire de la région fut celle qui se dirigeait vers la Birmanie. Partant de Dali, elle passait par Lincang, Baoshan et Tengchong, avant de franchir la frontière birmane et de se diriger jusqu'à Bhamo.
Elle peut être considérée comme une branche d'une voie commerciale très ancienne, connue sous le nom de « Ancienne Route Sichuan Yunnan Birmanie Inde », qui partait de Chengdu au Sichuan, passait par Kunming et Dali, au Yunnan, puis de là, passait par la ville de garnison Baoshan 保山 (étym. « protéger-montagne »), Ruili 瑞麗, et pénétrait en Birmanie puis en Inde. En fait, l'ensemble régional formé par le sud Yunnan, la Haute-Birmanie et le Laos ne peuvent être divisés ni par la géographie ni par la culture (Yang Bin, 2009). La voie commerciale qui irriguait cette région est mentionnée par le pèlerin bouddhiste Xuanzang au VIIe siècle. Elle était connue aussi des Indiens qui mentionnent une voie passant par l'Assam, la Haute-Birmanie jusqu'au Yunnan.

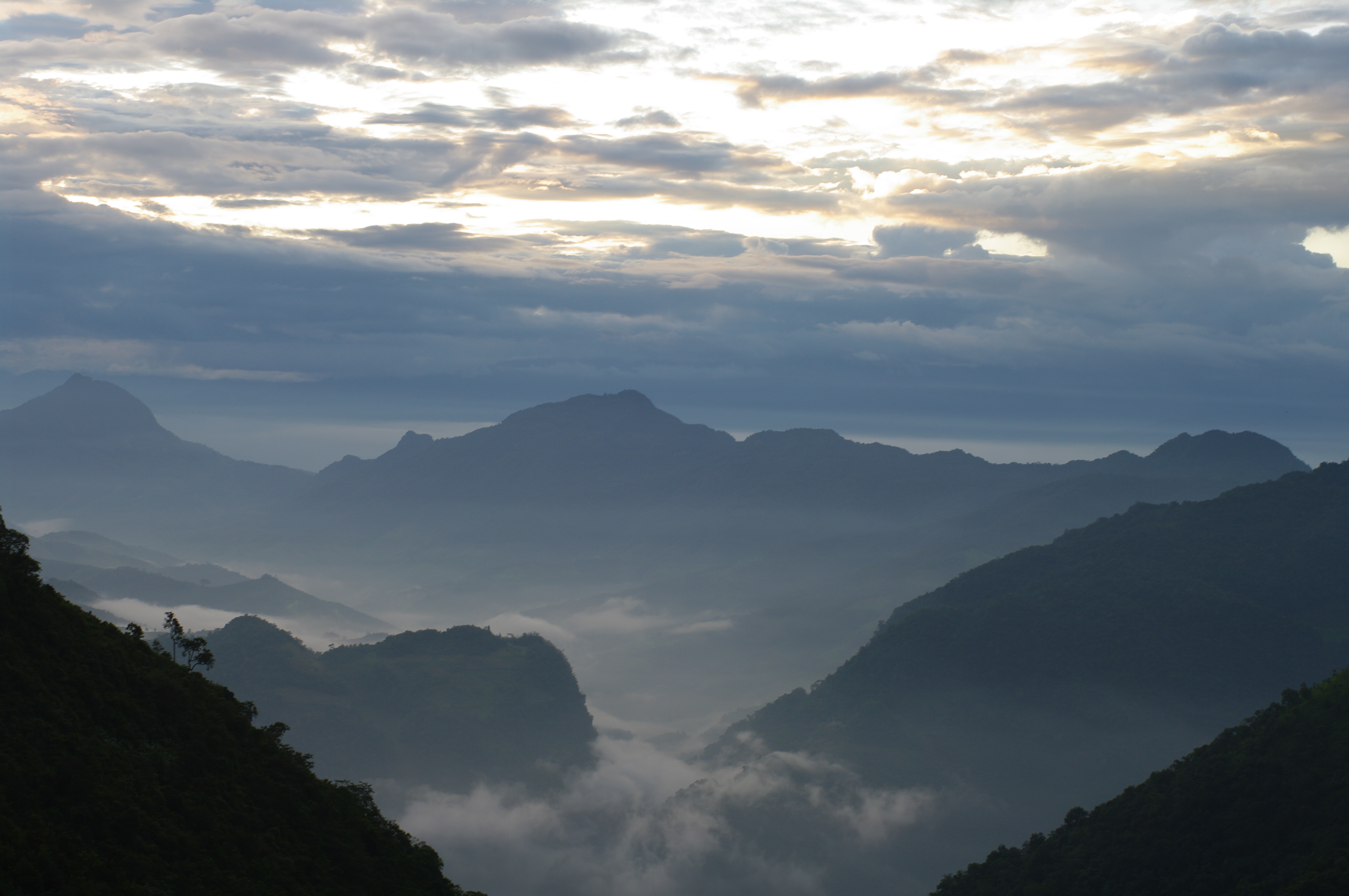
Frontière Yunnan - Birmanie

Pour s'en tenir au commerce du thé à partir du sud Yunnan, il faut partir de la période commençant au milieu du XVIIIe siècle, moment où la production et la commercialisation de cette marchandise se développa prodigieusement. Le transport par les caravanes obéissait au principe grand-profit/petit-tonnage, c'est-à-dire que le transport était plus rentable pour les marchandises les moins volumineuses. Au XIXe siècle, seuls le thé et l'opium, dégageaient assez de profit pour être exportés et le coton importé. À cette époque, cette piste pourrait être qualifiée de route du thé et du coton.
Baoshan 保山, une ville située à l'ouest du Mékong, était connue jadis sous le nom de Yongchang 永昌. Mentionnée dès le IIe siècle pour son activité commerciale, elle devint pendant des siècles un marché important pour le commerce international.
Au XVIIIe siècle, un grand nombre d'émigrés chinois Han venus du nord s’installèrent à Yongchang, à côté de la communauté  musulmane Hui et des membres des ethnies tibéto-birmanes indigènes. Les chinois Hui, issus d'une immigration ancienne étaient bien intégrés aux populations tibéto-birmanes du Yunnan et s'étaient enrichis dans des activités lucratives comme le commerce caravanier avec l'Asie du Sud-Est. Par contre, les Chinois Han, fuyant la misère dans leur région, refusaient l'acculturation (l'habillement, les langues locales). Un fort ressentiment se développa entre les deux communautés qui fut attisé par les autorités locales qui n'appréciaient pas le multiculturalisme des Hui. Des affrontements de plus en plus sanglants opposèrent les frères ennemis à partir de 1800. Finalement, en 1845, des milices Han massacrent 8 000 musulmans Hui dans Yongchang. L'objectif affiché des milices était d'éliminer complètement les Hui de la ville, avec l'assistance discrète des responsables de l'administration mandchoue. Dans les années suivantes des massacres de Hui encore plus importants eurent lieu à Kunming mais là, avec le soutien officiel de l'administration. Ces fureurs génocidaires embrasèrent rapidement tout le Yunnan et provoquèrent une réponse véhémente de la communauté hui dirigée par Du Wenxiu (en) 杜文秀, un Hui né à Yongchang, dont toute la famille avait été massacrée. Ce mouvement connu comme la Révolte des Panthay créa à Dali un sultanat indépendant.
L'écrasement du mouvement Panthay par les troupes impériales fut long et difficile et la répression qui suivit, particulièrement sanglante : plus d'un million de morts et de nombreux réfugiés Hui qui durent fuir en Birmanie. Durant ces vingt années de guerre civile sanglante, le commerce transfrontalier fut très sérieusement entravé.
En Birmanie, les Hui reprirent leurs activités commerciales traditionnelles, de caravaniers, marchands et restaurateurs. La paix revenue, les relations commerciales entre le Yunnan et la Birmanie furent rétablies et le transport par les pistes muletières put à nouveau se développer pleinement. Les caravanes pouvaient comprendre de 300 à 400 buffles ou 2 000 petits chevaux. Les caravanes dirigées par les Hui était typiquement constituées de mules. Pour éviter la mousson estivale qui détrempait les pistes, les caravanes arrivaient en longues processions à Bhamo à partir d'octobre.
Bhamo située à la confluence de l'Irrawaddy et de la rivière Taping, était une plaque tournante du commerce international où se réunissaient les caravanes provenant d'Inde et du reste de la Birmanie et celles provenant de Chine. Les cotonnades constituaient la base du négoce interrégional et la fibre de coton le produit d'exportation le plus rentable vers le Yunnan. Les caravanes dirigées par des Hui, qui avaient amené à l'aller du thé et de l'opium du Yunnan, étaient très demandeuses de fibres de coton qui se vendaient très bien au retour au pays où la population yunnanaise se vêtait de cotonnades mais où le climat trop froid ne permettait pas la culture des cotonniers.